# 杭州萧山国际机场
杭州萧山国际机场（簡稱蕭山機場），位于中华人民共和国浙江省杭州市萧山区（距离市中心29公里），是浙江省以及长江三角洲城市群的重要4F级机场。作为中国十二大干线机场之一，规模居华东第二，中国前十及世界百强。随着浙江经济的腾飞，机场的业务量逐年增长，已经发展为长三角地区重要国际机场，中国重要口岸机场。
2019年全年，机场旅客吞吐量为4010.8万人次，同比增长4.9%，在中国235座机场中排名第十。2019冠状病毒病疫情后的2023年，机场旅客吞吐量4117万人次，排名中国内地第十，是全国前十机场中唯一客流较2019年实现正增长的机场。
2024年全年，萧山机场旅客吞吐量4805.0万人次，旅客吞吐量位列中国大陆第8。

## 历史

### 一期建设

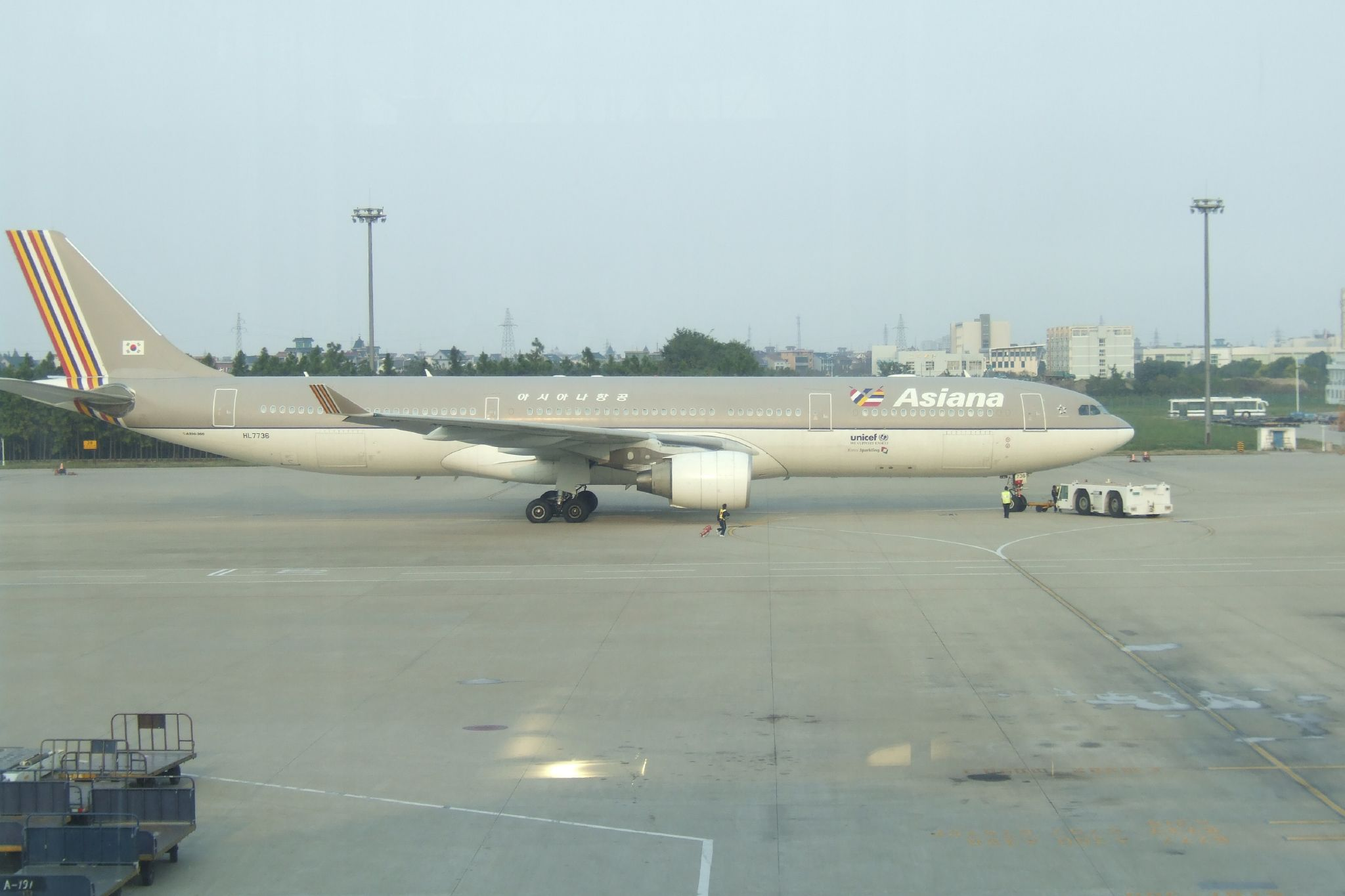
韩亚航空客机位于萧山机场航站楼国际区附近（2008年），目前该区块已改建为T3航站楼

随着浙江经济的迅猛发展和航空运输量的飞速增长，笕桥机场军民合用的矛盾日益突出，杭州市政府决定於萧山建造新机场。机场工程按照“一次规划、分期建设”的原则，分近、中、远三期实施建设。机场一期工程占地7260余亩，航站楼面积10万平方米，设计容量为2005年旅客吞吐量800万人次、货邮吞吐量11万吨、飞行架次6万次。
1997年7月开始动工，2000年12月1日开始第一批转场，12月2日进行试航测试。2000年12月28日举行首航仪式，次日晚9:30分笕桥机场放行最后一班民航航班；12月30日零时萧山机场正式通航运营，结束了杭州军民共用机场的历史。机场一期工程占地7260余亩。本期工程是按满足B747－400型飞机起降及年旅客吞吐量800万人次、货邮吞吐量11万吨的使用要求建设，飞行区指标为4E级，建有1条长3600米、宽45米的跑道。航站楼按高峰小时旅客3600人次的使用要求设计建设，建筑面积约7.29万平方米，地下停车场2.2万平方米：候机大厅共设44个办票柜台，其中国际厅12个；空侧设有7个登机廊桥。此外航站楼前设有面积10万平方米的绿化广场，毗邻广场为两个10万平方米的人工湖，湖内各有直径30米、喷高60米的喷泉。
2001年，因机场客流比预期较大。机场于8月决定提前启用位于航站楼南侧预留的卫星厅，新建5个登机口，于当年12月投用。2002年机场又进行停机坪扩建工程，2004年完工，停机位增加11个至30个。
2003年9月，国务院宣布将提升萧山机场为国际机场，2004年3月萧山机场正式对外籍飞机开放，成为国际机场，开通由日本航空和全日空均运营的成田航线、关西航线和曼谷航空运营的泰国航线。之前萧山机场已于2002年5月开通韩亚航空仁川航线，为首条外航营运的国际定期航线。
2006年12月18日，為增强机场营运效率，提高服务质量及管理水平，杭州萧山国际机场有限公司引進香港机场管理局共同组建杭州萧山国际机场合资公司，其中杭州萧山国际机场有限公司以全部净资产出资，占65%的股权；香港机场管理局以港币等值现汇方式出资，占35%的股权。增资扩股后的杭州萧山国际机场有限公司则由一家国有独资公司变更设立为合资公司。

### 二期建设
2007年11月机场二期扩建项目正式開工，总投资近70亿元，工程直接用地为7707亩。机场二期工程是合资公司成立后的重点建设项目。其规划以2015年为目标年，分两个阶段实施：第一阶段为国际航站楼，新增机位，建设工期为工期2006年底至2010年上半年；第二阶段为国内航站楼和3400米的第二跑道，预计2012年底投入使用。
工程建成后，可满足年旅客吞吐量2560万人次、货邮吞吐量50万吨、航班起降量26万架次的使用需求。二期工程第一阶段的国际航站楼于2010年7月竣工并投入使用，面积约为9.6万平方米。远期计划预计于2035年達到年旅客吞吐量5200万人次、货邮吞吐量100万吨、航班起降量50万架次。
2007年11月8日，机场年旅客吞吐量突破1000万人次，成为中国内地第8个迈入“1000万级俱乐部”的机场。2011年机场获全球1500万-2500万人次“最佳机场”称号。
2012年12月31日，杭州萧山国际机场二期工程正式启用，包括第二国内航站楼T3以及第二条跑道，附有90万平方米机坪，能满足年旅客吞吐量3300万人次、货邮吞吐量80.5万吨、航班起降量26万架次的保障需求，目前主要服务南航、东航、厦航、海航四大航空公司及下属子公司航班。
2013年11月23日，机场年旅客吞吐量突破2000万人次，成为中国内地第10个迈入“2000万级俱乐部”的机场。
2015年2月16日，国际机场协会(ACI)在加拿大蒙特利尔宣布2014年度ACI全球机场服务质量调查（ASQ）结果，杭州萧山国际机场以全年平均得分4.66分获得全球1500-2500万人次类别最佳机场第三名，这是杭州机场参与ASQ调查七年来第二次获此殊荣。

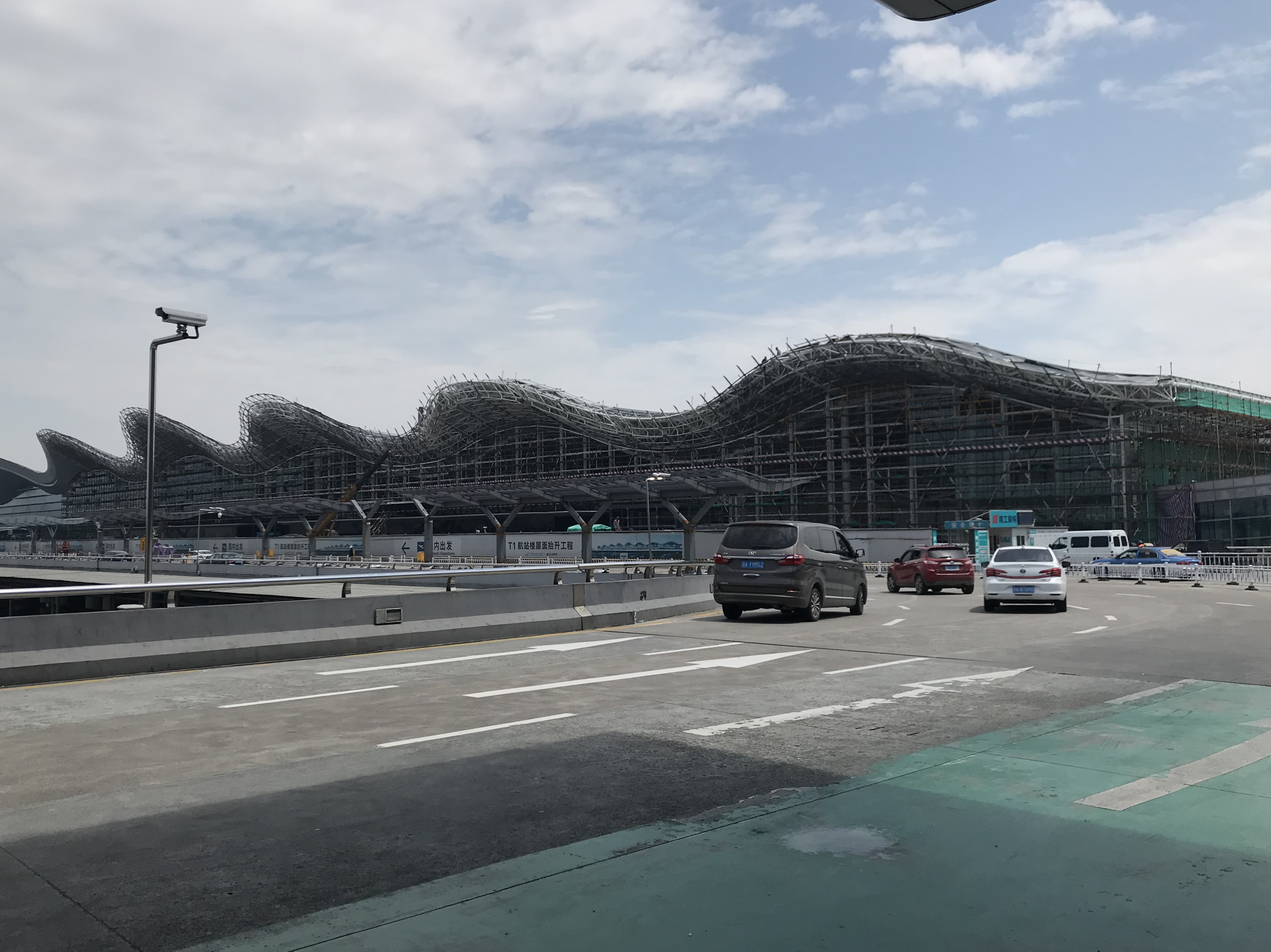
2018年5月，进行屋顶改造中的T1航站楼

2017年7月10日开始，杭州萧山国际机场T1航站楼开始进行为期一年的升级改造。改造期间，T1航站楼内的值机业务转移到T3航站楼办理，登机口则保持不变。改造完成后，T1航站楼将会在外立面，客运能力和个楼体量与T3航站楼保持一致，使得新、老国内航站楼外观整体协调、建筑结构相似、使用功能一致。改造工程于2018年7月27日完工。

### 三期建设

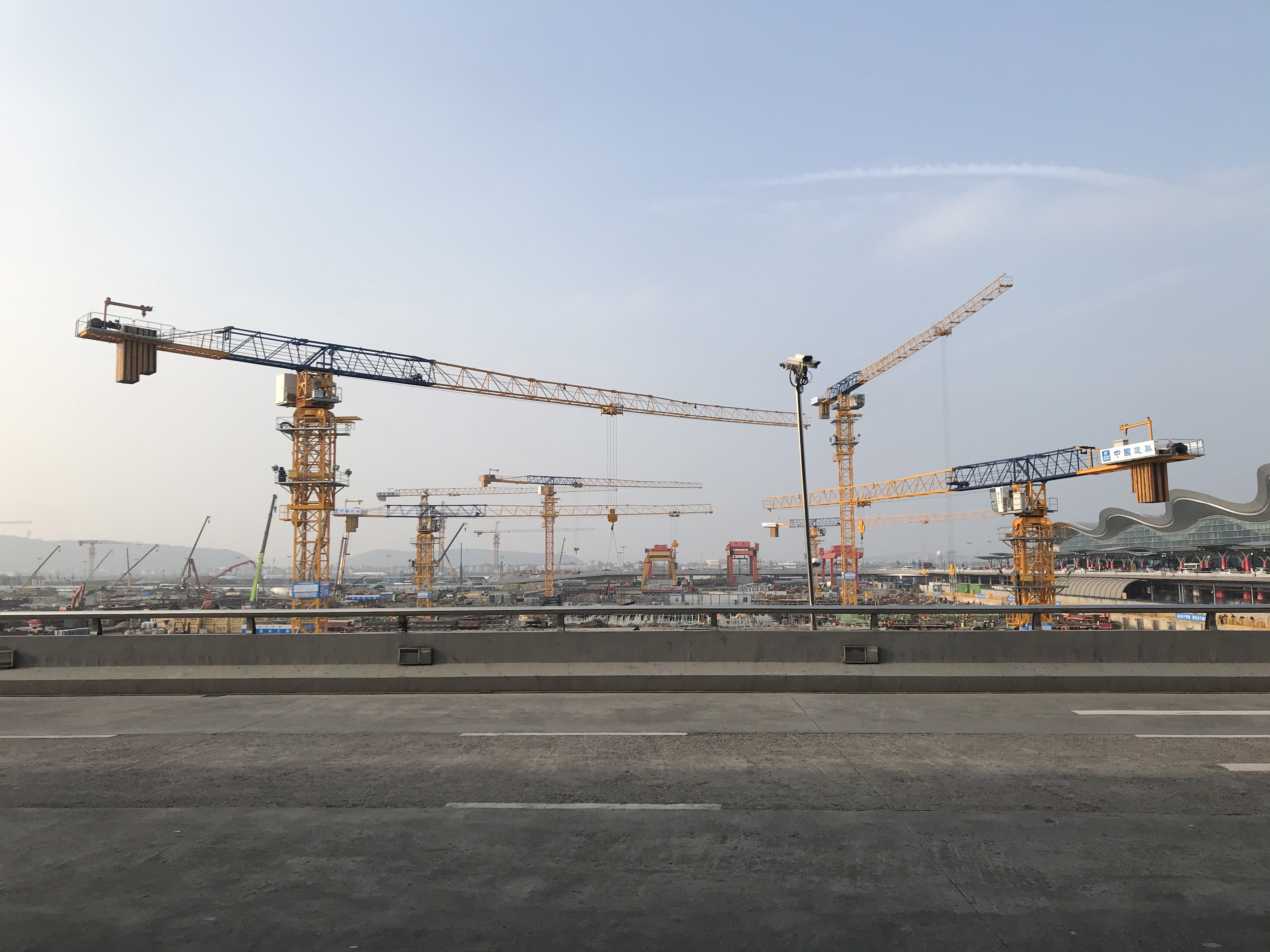
建设中的T4航站楼（2020年）

萧山机场的三期建设于2018年10月19日正式开工。三期工程包括新建T4航站楼、陆侧交通中心53万平方米、旅客过夜用房及配套业务用房17万平方米、能源中心以及相关市政配套设施等。T4航站楼位于T1、T3航站楼西侧原人工湖位置，面积69万平方米，共设89座固定登机桥和90个近机位。航站楼自上而下分别为出发景观商业夹层、出发值机办票及国际出发层、国际到达层、国内混流及到达大厅层、站坪设备层、行李处理机房和地下门厅层。工程预计2022年亚运前完成并启用北3指廊，并规划2022年-2023年开工建设南2指廊、2024年-2025年扩建西侧两个指廊；此外三期工程还将建设交通中心。交通中心位于T3、T4航站楼之间，内设有长途汽车站、公交巴士候车区及社会巴士停车场，接入杭州地铁1号线、7号线和19号线三条地铁并预留高铁站；货运方面，新建总建筑面积15.7万平方米的新国际货站，配套机坪20万平方米，新建E类机位8个，于2020年12月28日开工。
2020年1月，武汉市爆发2019冠狀病毒病疫情。浙江省、杭州市、萧山区政府三级11个部门共同组建萧山机场应急处置专班；机场急救中心于1月20日起开始对抵达杭州的旅客进行流行病学筛查。随着境外疫情发展，杭州市卫健委于3月起开始抽调杭州市内医护人员常驻萧山机场，排查国内外到达航班旅客。而青田县等地方政府于2月底起在机场设立服务组，负责闭环转运国际到达旅客至当地。2020年3月底“五个一”政策及入境集中隔离政策出台后，萧山机场已无定期国际客运航班，仅有部分包机运行。2020年7月8日恢复首条定期跨境客运航班，7月13日恢复首条国际客运航班。
T4航站楼主体工程于2022年9月8日启用，交通中心于2022年9月16日启用。原由T2航站楼承担的的所有国际出发航班于9月16日转到T4航站楼运行；但因当地2019冠状病毒病疫情防控要求，所有国际到达航班旅客仍由T2航站楼入境。2023年1月8日当地对2019冠状病毒实施“乙类乙管”后T2继续处理国际到达航班。2023年3月29日起，T4航站楼入境区域开始进行航班试运行，部分国际到达航班分批转场至T4航站楼运行。4月7日12时，国际、港澳台到达航班完全从T2航站楼转场至T4航站楼。
2023年7月31日，萧山机场东区国际货站建成投用，取代了原有国际货站。

## 基础设施数据

### 航站楼

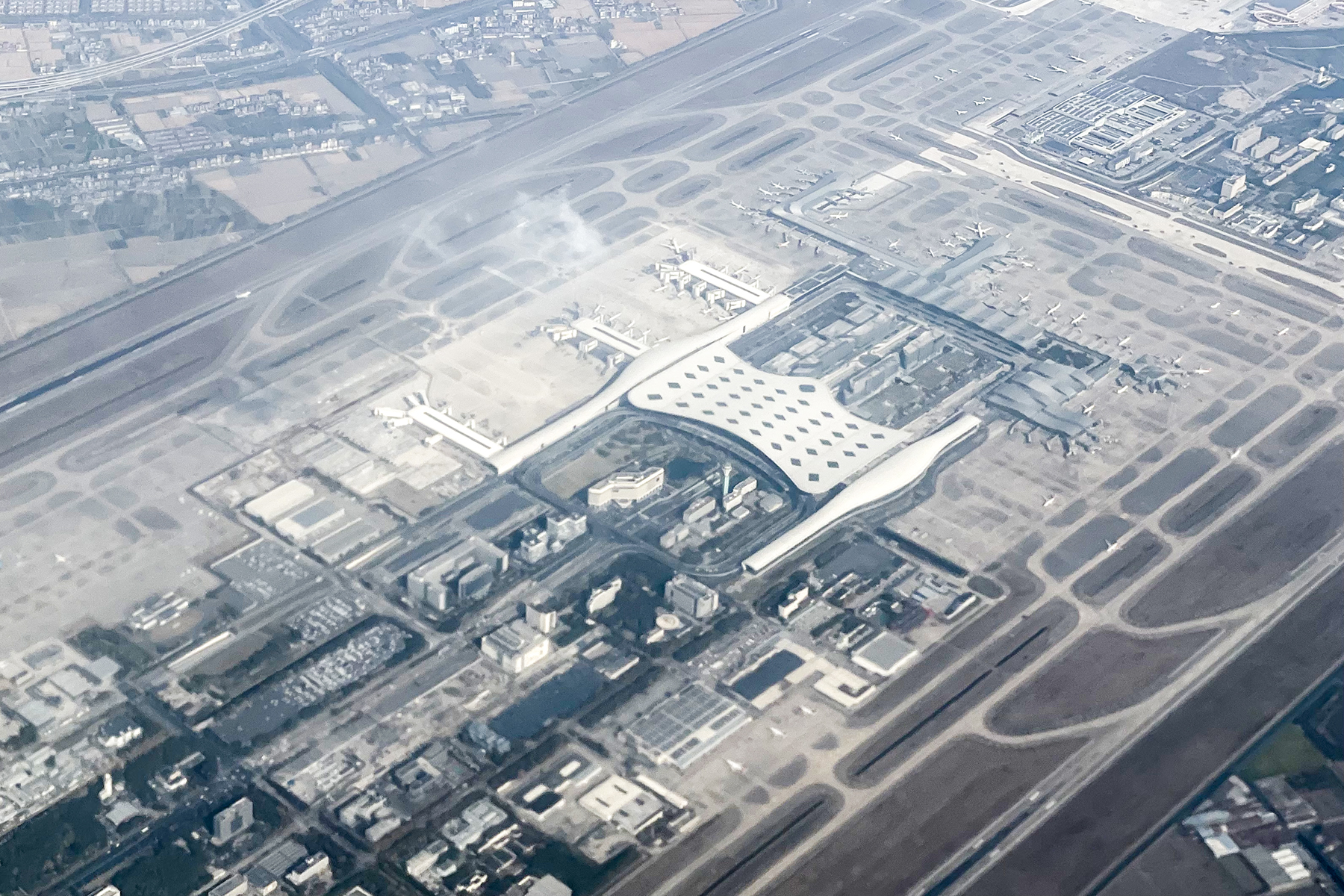
俯瞰杭州萧山国际机场，位于图片中心的白色建筑为T4航站楼

2012年11月15日零时起，杭州机场航站楼启用新的资源编号，包括国内、国际两座航站楼大门、售票柜台、值机岛、值机柜台、登机口、两舱休息室、行李提取转盘等。国际航站楼（T2）称为A楼，现有国内航站楼（T1）和二期新建国内航站楼（T3）统称为B楼。同时根据旅客动线，所有服务资源按逆时针编号。机场航站楼内WiFi全覆盖。
- 航站楼大门从1开始，单数为出发层，双数为到达层。国际航站楼（A楼）出发层大门编号为1、3，到达层大门编号为2、4；国内航站楼（T1）出发层大门编号为5、7、9，到达层大门编号为6、8、10。第二国内航站楼（T3）出发层大门编号为12、14号门，到达层大门编号为11、13号门。
- 近机位登机口编号对应机位编号，采用航站楼字母加数字方式，如B楼近机位登机口依次为B01-B43，远机位登机口编号按照大号原则，以区别近机位登机口，现在46-50远机位登机口编号为B80-B84，现在13-15远机位登机口编号为B85-B87，其中断号为预留编号。[49]

#### 国内航站楼T1和T3
国内航站楼T1于2000年12月30日随机场建成通航运营投入使用，2017年——2018年进行屋面改造。T1航站楼按年旅客吞吐量800万人次、高峰小时旅客3600人次的使用要求设计建设，建筑面积约10万平方米（其中地下停车场2.2万平方米）。T1航站楼由候机长廊、连廊、候机楼和卫星厅组成。其中候机楼即路侧大堂，共设36个办票柜台，屋顶采用波浪形装饰；而候机大厅入口曾被正、反弧形曲面交错构成的雨棚覆盖，后在改造中改建为和T3航站楼一致的波浪形。候机长廊即空侧部分，共有12座登机桥，18个远机位；设有机厅座位数2900个，同时设有贵宾厅和多个头等舱休息室。其中长廊南侧为卫星厅，屋面由6块单体铝镁锰合金板覆盖，形似花瓣，设有5个登机口。
T1航站楼原设有面积9500平方米的国际联检厅，2011年起被改造为T3航站楼的一部分。
T3航站楼面积为17.5万平方米，内有3个值机岛，90个值机柜台、26个安检通道，31个登机桥（总计49个），涉及年旅客吞吐量1418万人次，服务中国东方航空、厦门航空和海南航空等航空公司及其下属子公司的航班。航站楼11、13号门为出港层大门，12、14号门为进港层大门。航站楼内还设有6个头等舱旅客休息室。厦航头等舱旅客休息室位于B25号登机口附近；南航、东航的头等舱旅客休息室位于安检现场楼上夹层位置；另外还有3个头等舱旅客休息室分别位于安检现场楼上夹层位置、远机位B90号登机口附近、远机位B95号登机口附近。到达层设有8个行李转盘。
2020年，机场开始T1、T2、T3航站楼内的导视系统翻修工程。新的导视系统经过重新设计，方案采用了黑色和亮蓝色，更为醒目，蓝色既为机场公司的标志色，也与江南水乡的城市特色呼应；同时，标牌中原有的矩形白底图标被优化为胶囊型，多种底色的图标。

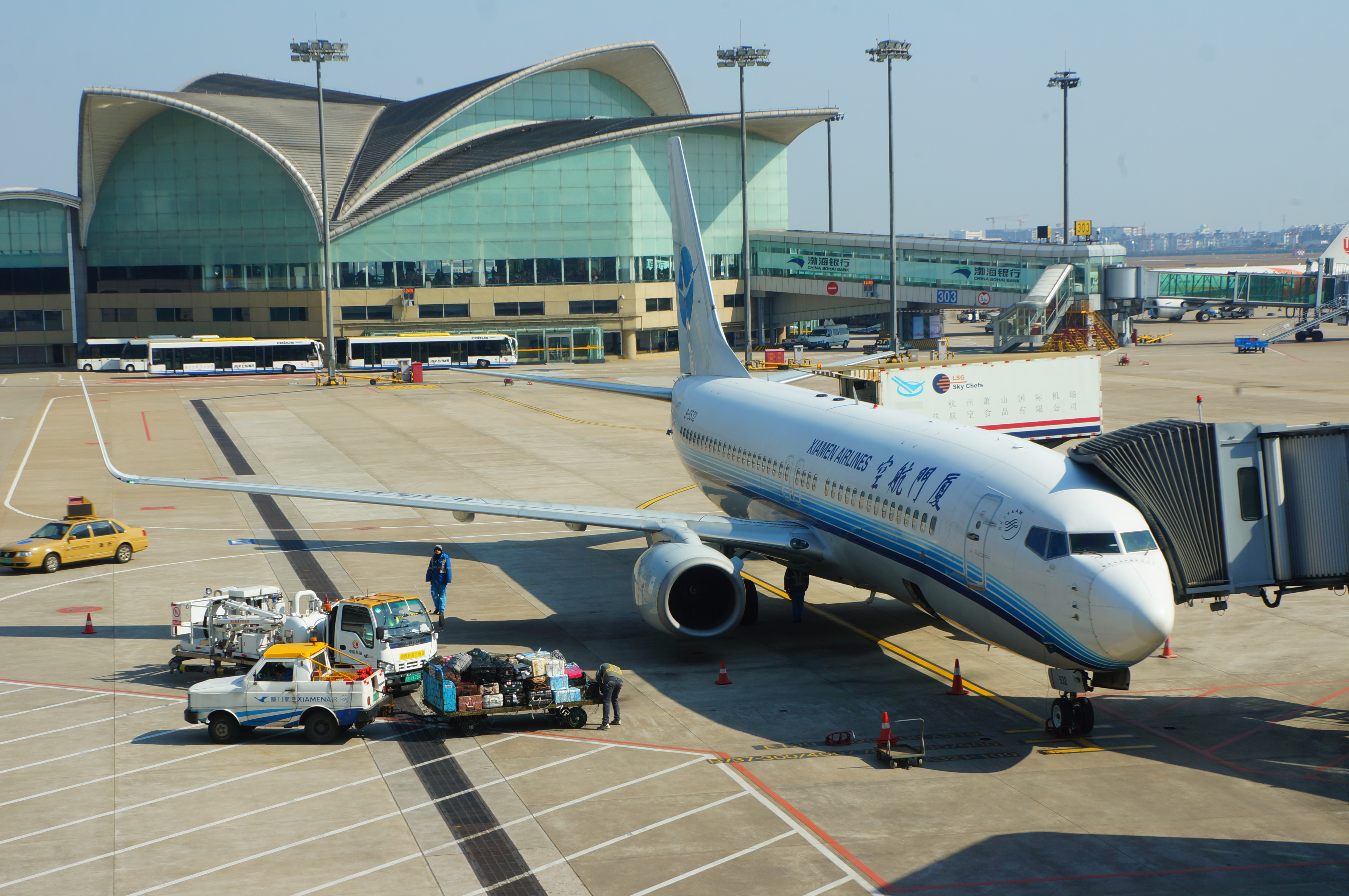
T1南侧莲花卫星厅
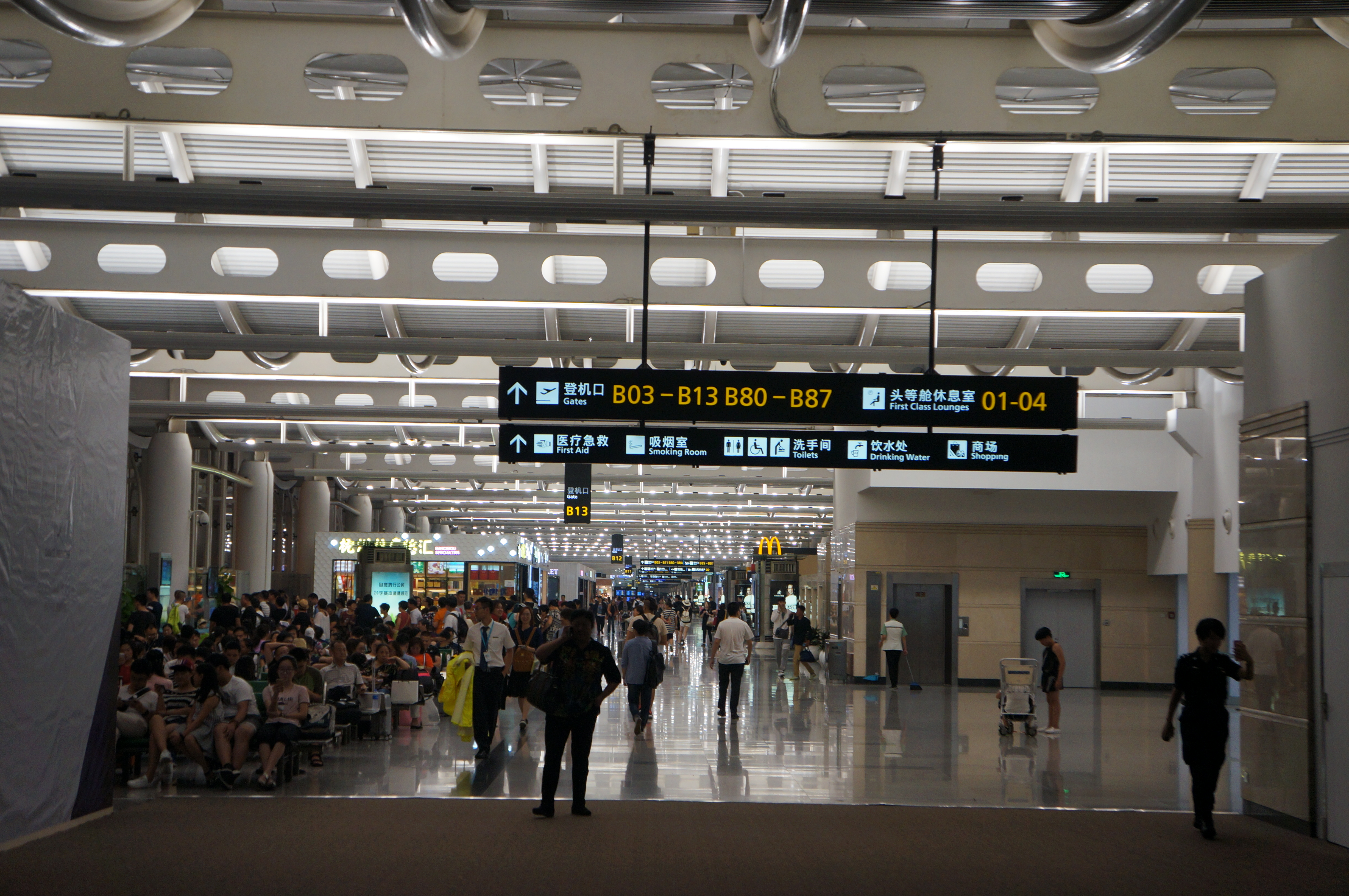
从T3航站楼望向位于T1航站楼内的登机口
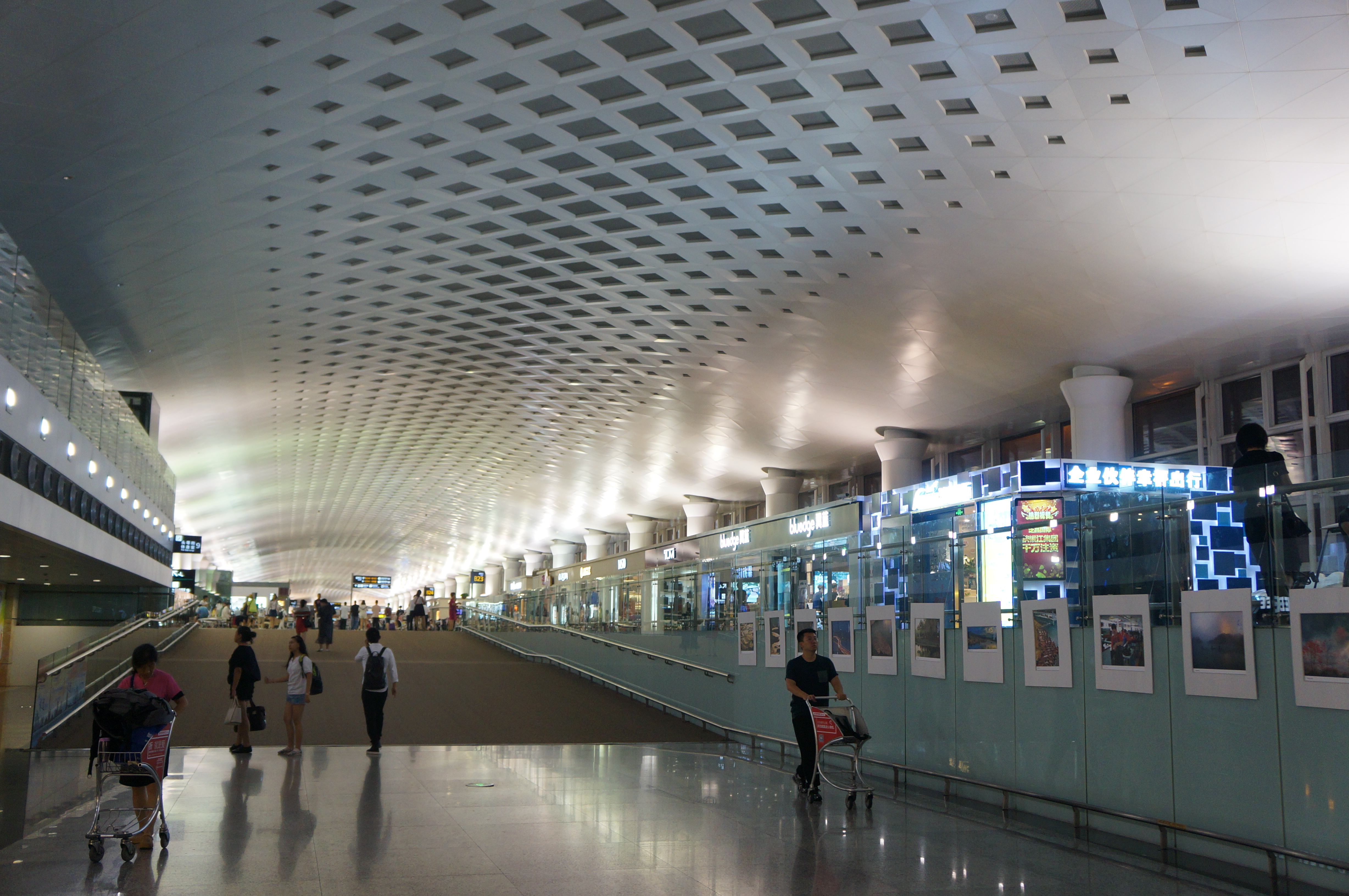
T3登机指廊
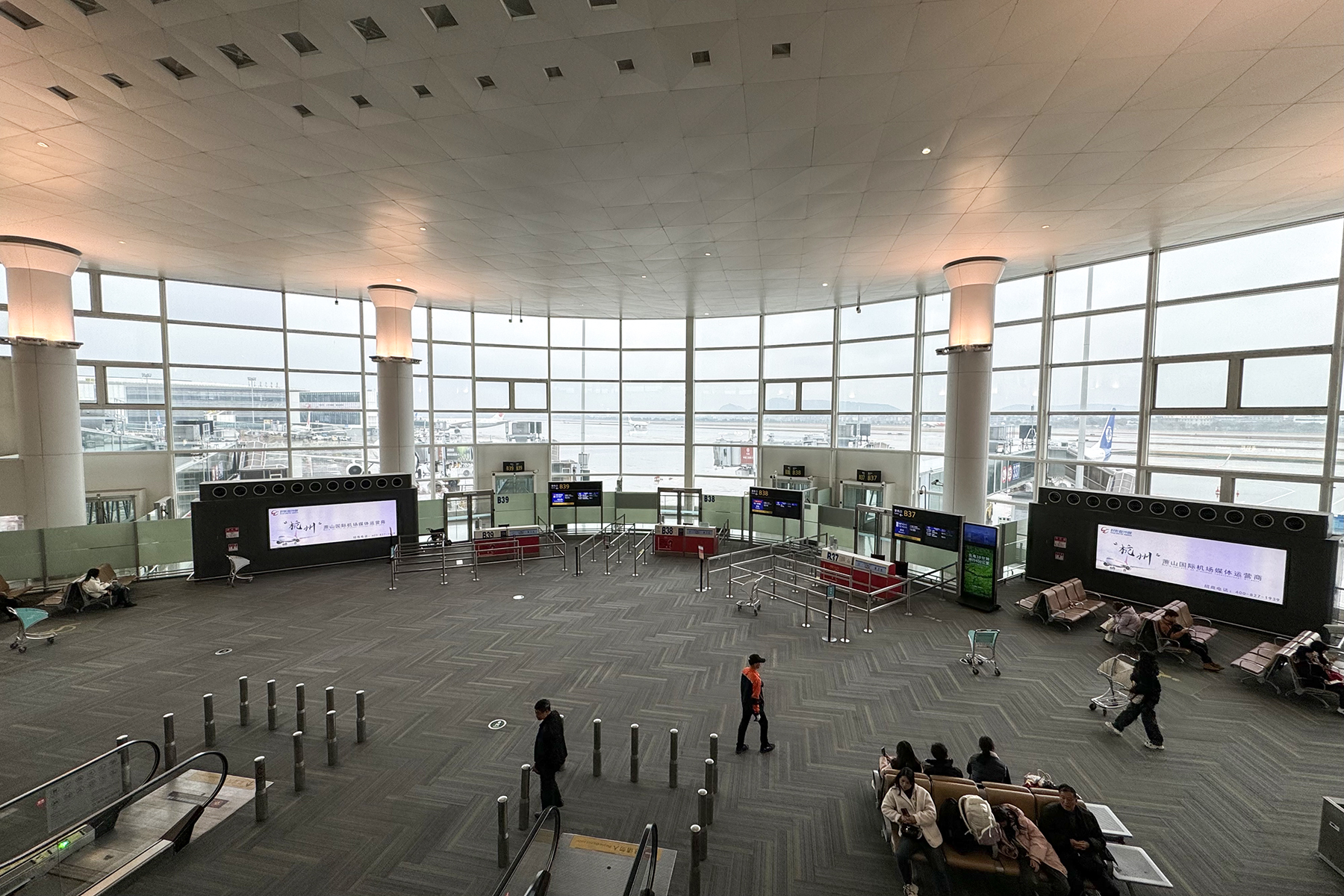
T3一个登机指廊的末端
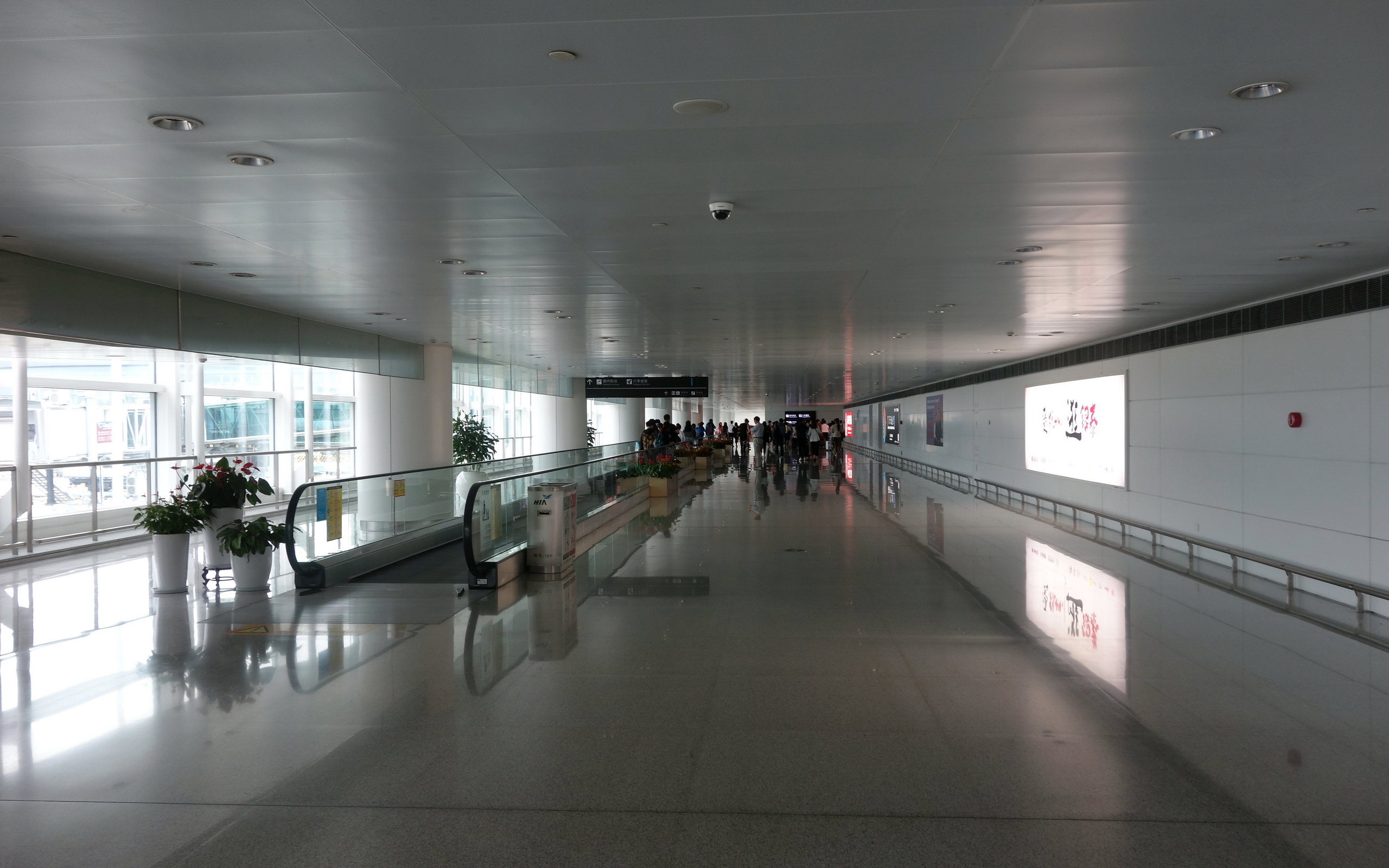
到达区域
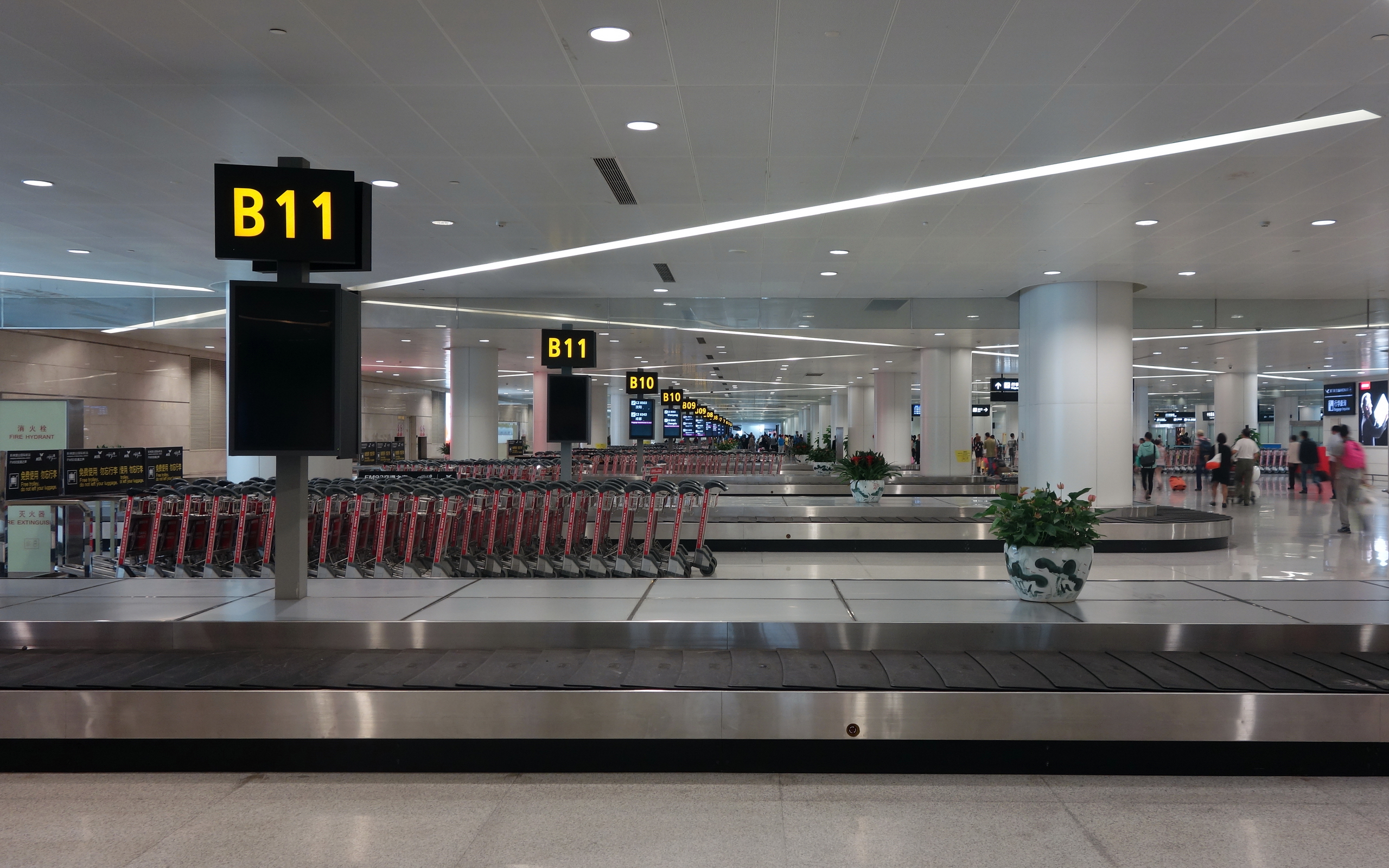
行李提取

#### T2航站楼
T2航站楼负责国际、港澳台航站楼航班，于2010年6月26日竣工并投入使用，面积约为9.6万平方米，设计年旅客吞吐量384万人次，高峰小时1020人次。建筑方案由阿特金斯设计事务所设计，室内设计由凯达环球担当。出发层吊顶呈白色，以“蚕蛹”为设计意向，体现了当地的丝绸文化；值机大厅设有两个值机岛、48个值机柜台；出境大厅设有安检通道9个、边防检查通道12个。空侧共设8座登机廊桥和10个远机位，包含一座能够接待A380客机的廊桥，除此之外还包括2000平方米的免税购物区——杭州机场之前的免税商店还是在笕桥机场。到达层吊顶蕴含良渚文化的元素，整体呈现波浪状、外形则是一枚玉琮；入境大厅设有14个边防检查通道；行李提取处还设有一面高5米、长36米的植物墙，种植了吊兰、龟背竹、虎耳草等12种植物。
杭州萧山国际机场口岸是实施外国人过境免签政策的口岸之一。2014年10月20日经国务院批准，杭州萧山国际机场口岸将于2014年10月20日起正式实施部分外国人72小时过境免签政策，免签期间活动范围限于浙江省行政区域内。2016年1月30日起，杭州萧山国际机场正式实施部分外国人144小时过境免签政策，免签期间活动范围限于浙江省、江苏省及上海市。
2022年9月16日后，T2航站楼的所有国际出发航班转到T4航站楼运行，T2航站楼从此不再处理国际出发航班。因当地2019冠状病毒病疫情防控要求，所有国际到达航班旅客仍由T2航站楼入境。2023年1月8日当地对2019冠状病毒实施“乙类乙管”后T2继续处理国际到达航班直至4月7日。

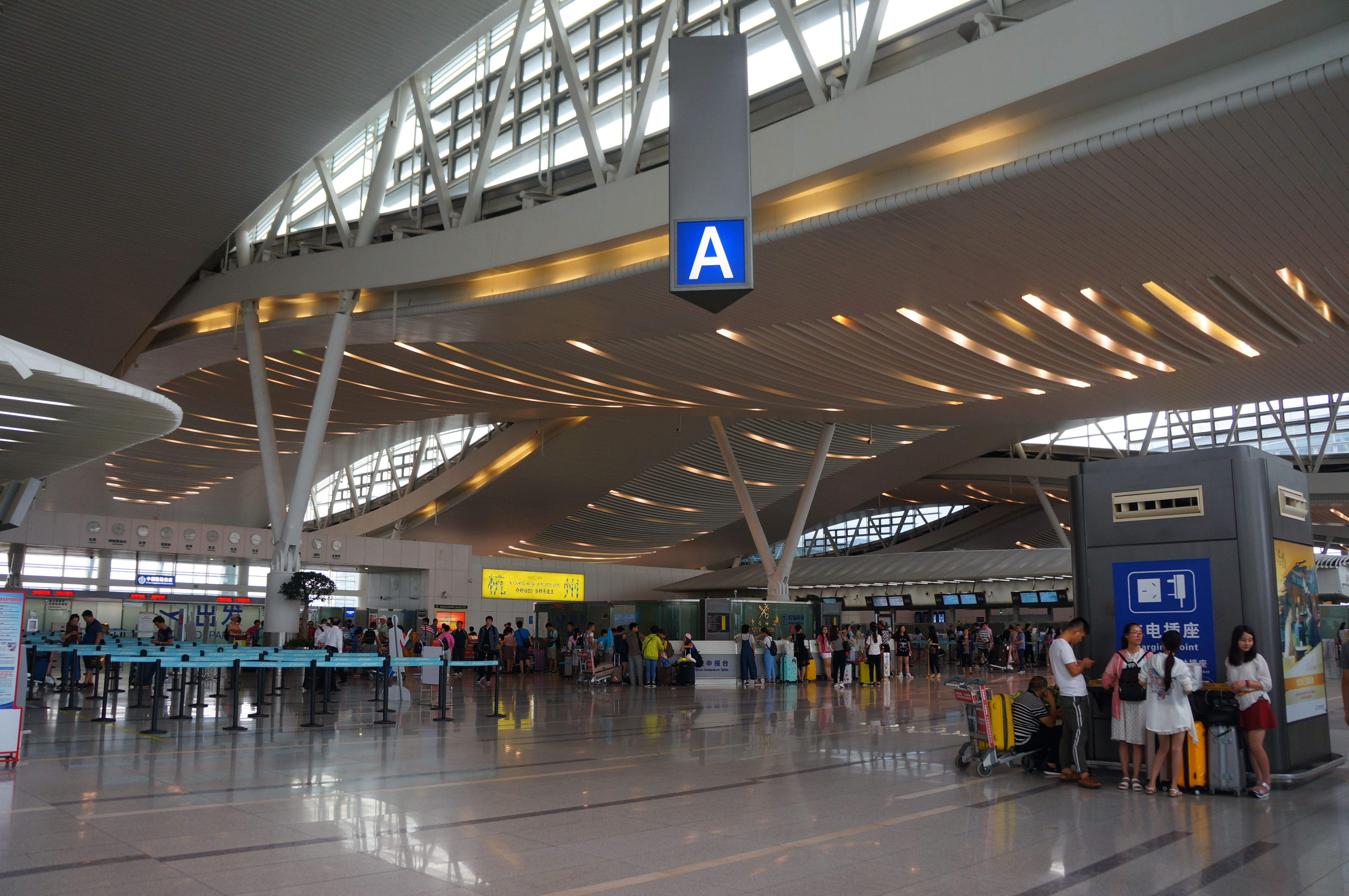
值机区域
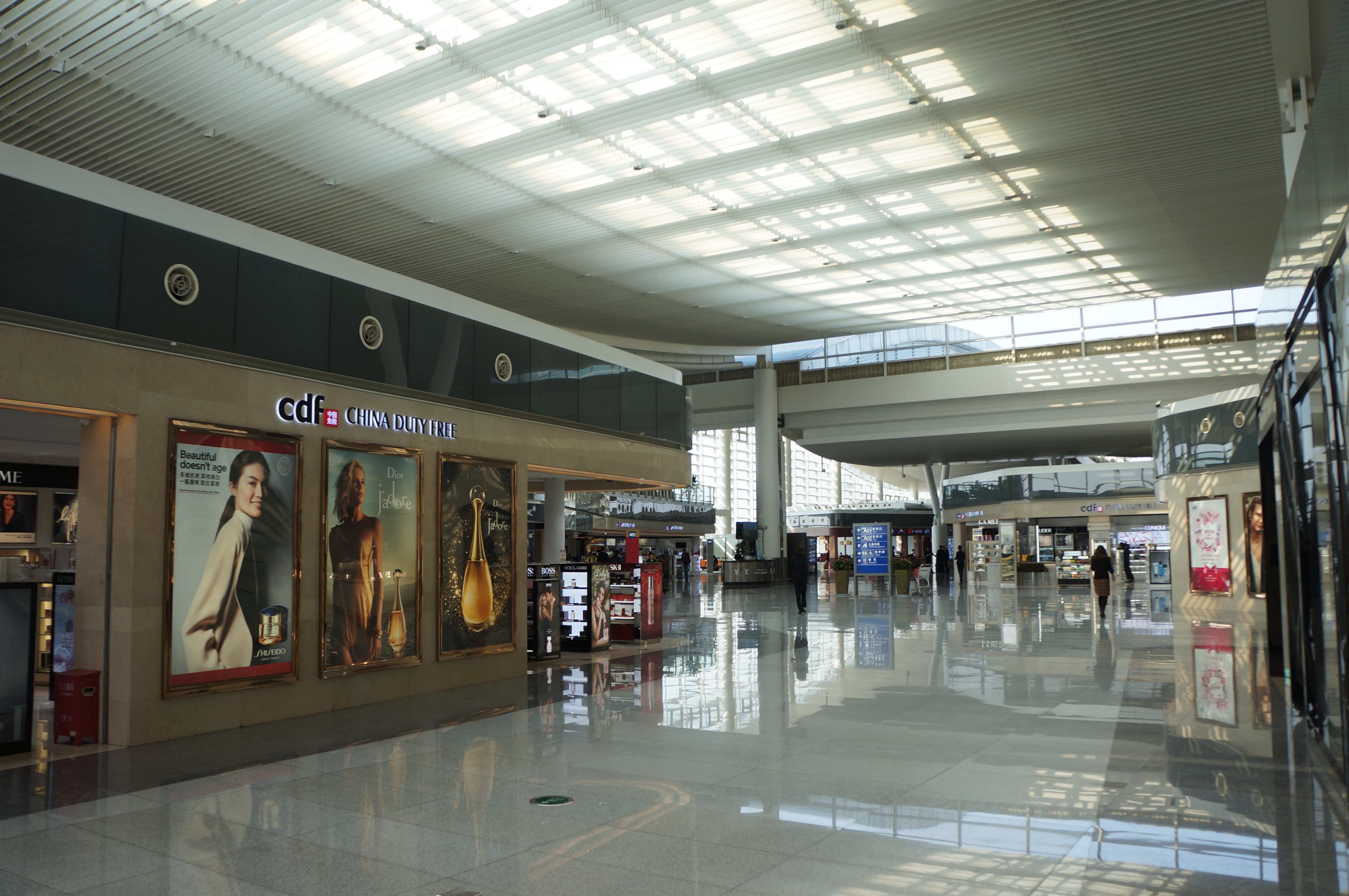
候机区域内的免税店
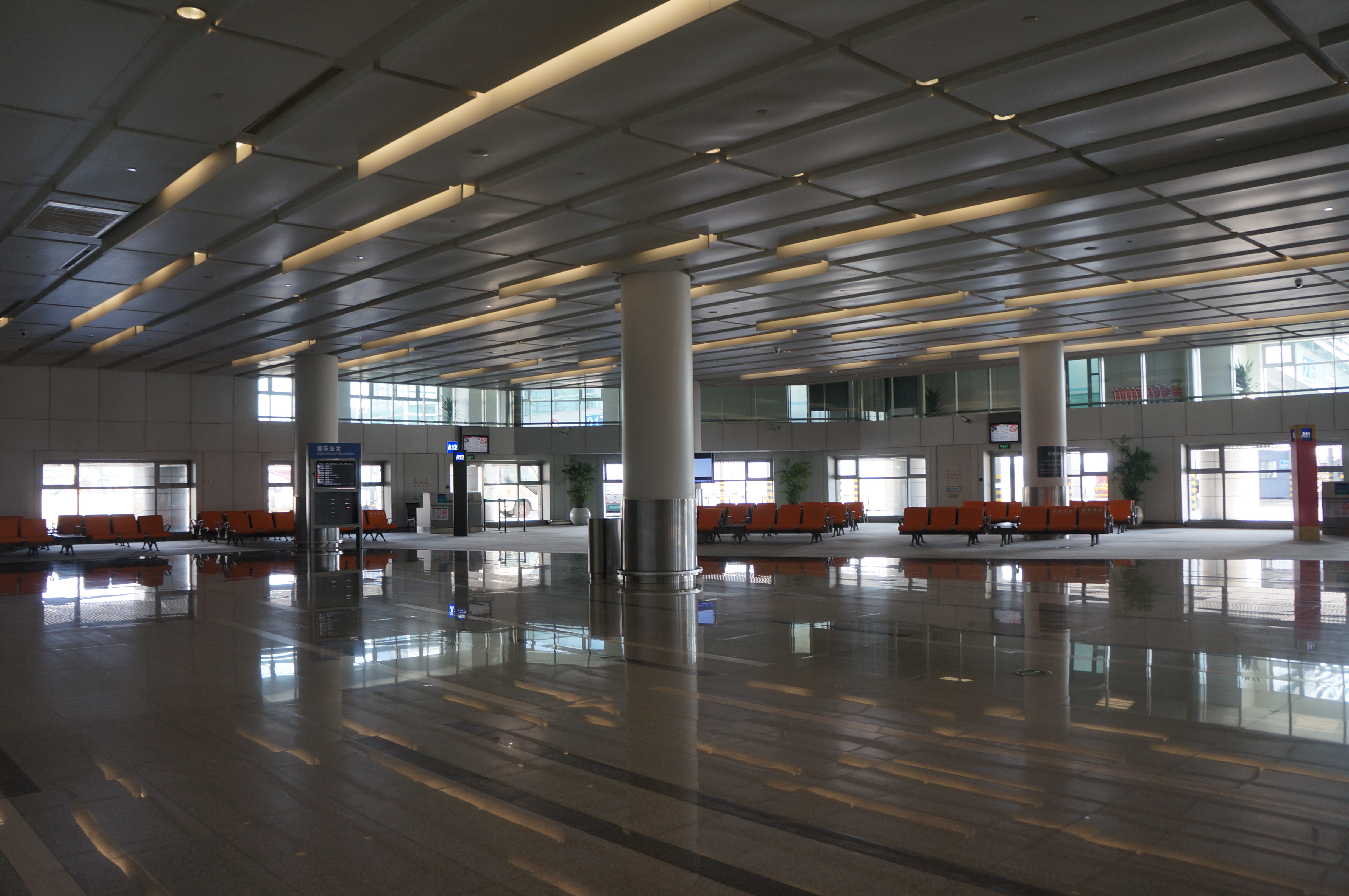
远机位候机区域
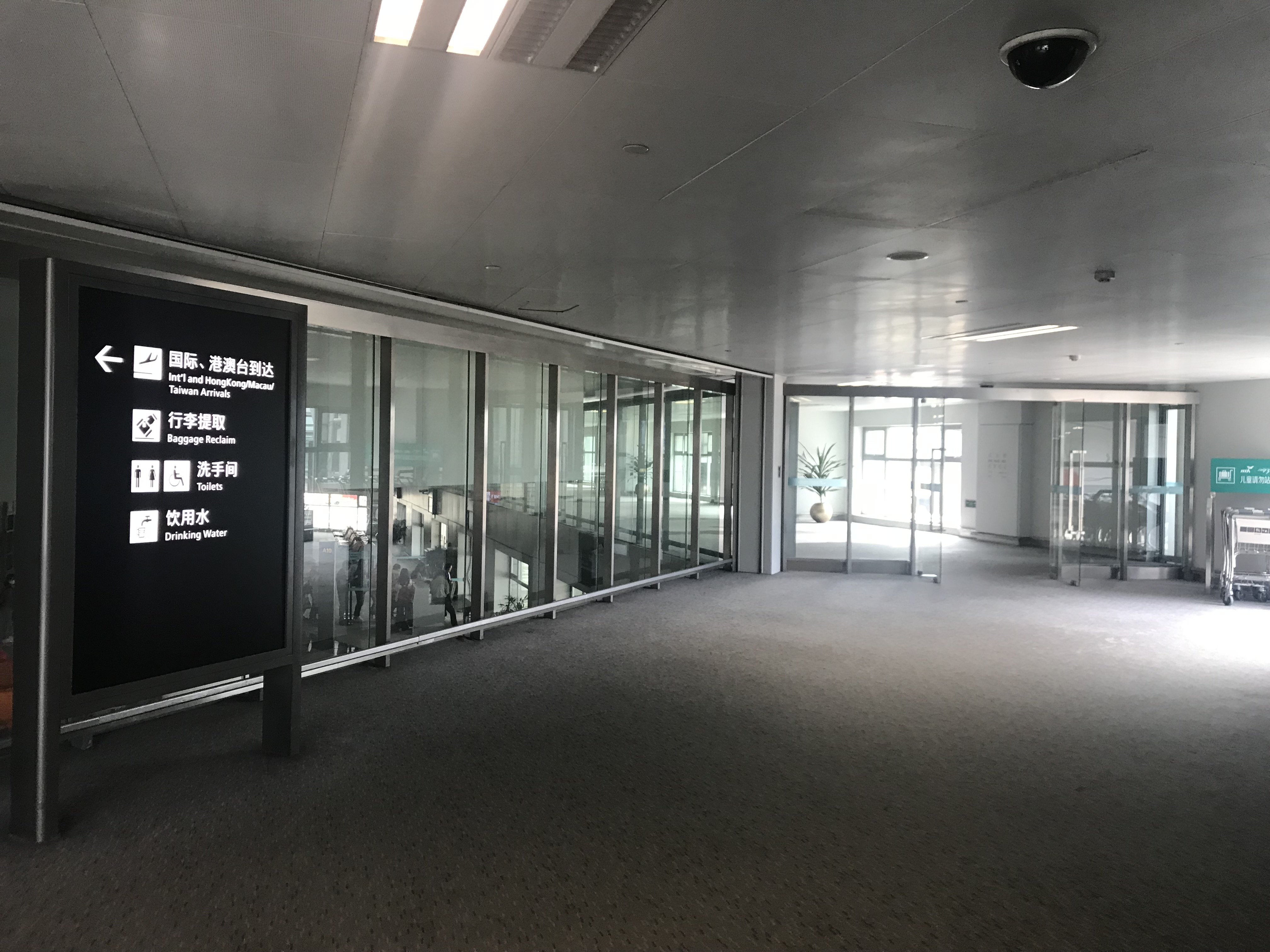
到达层
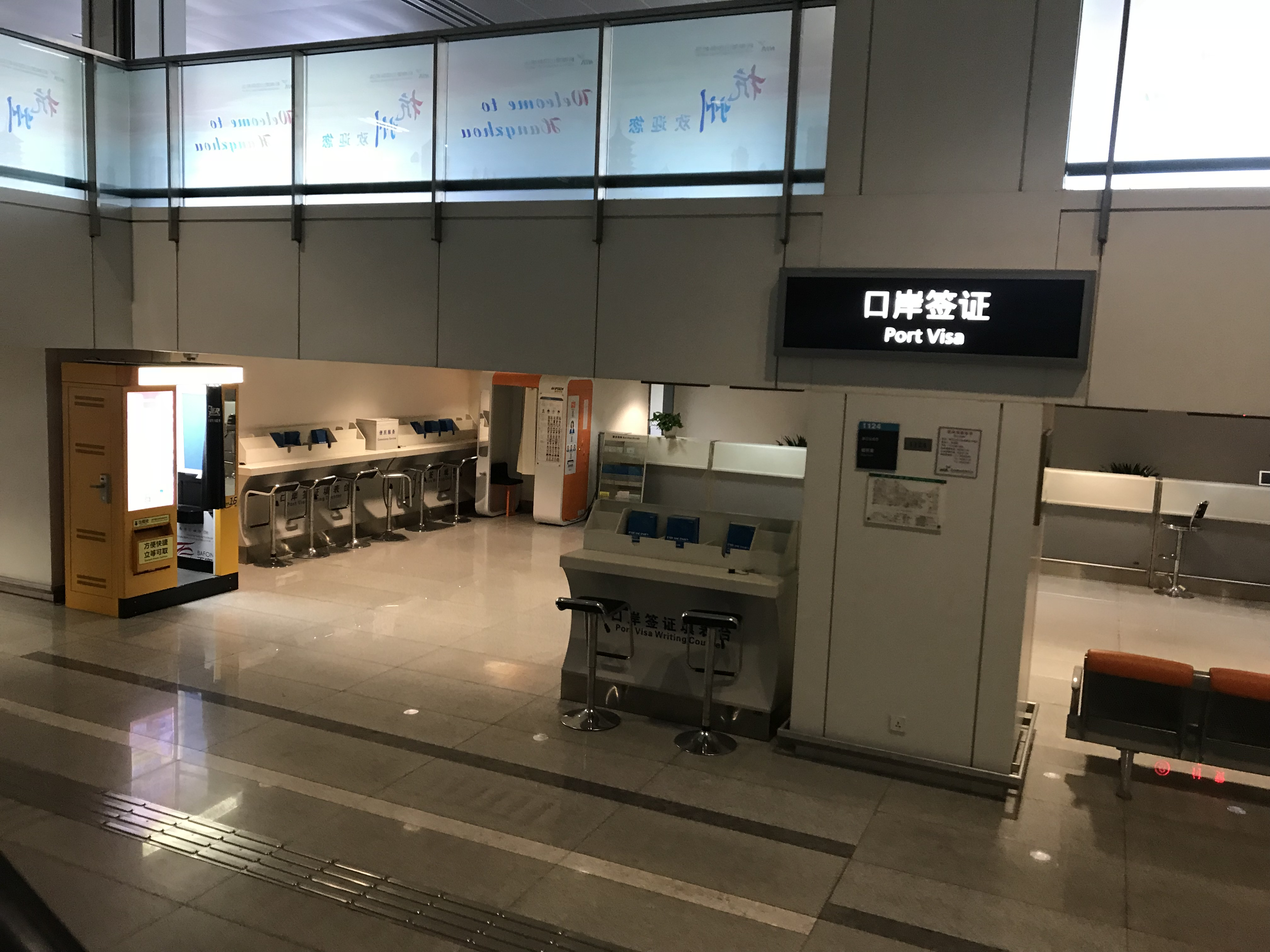
到达区外国人口岸签证办理处
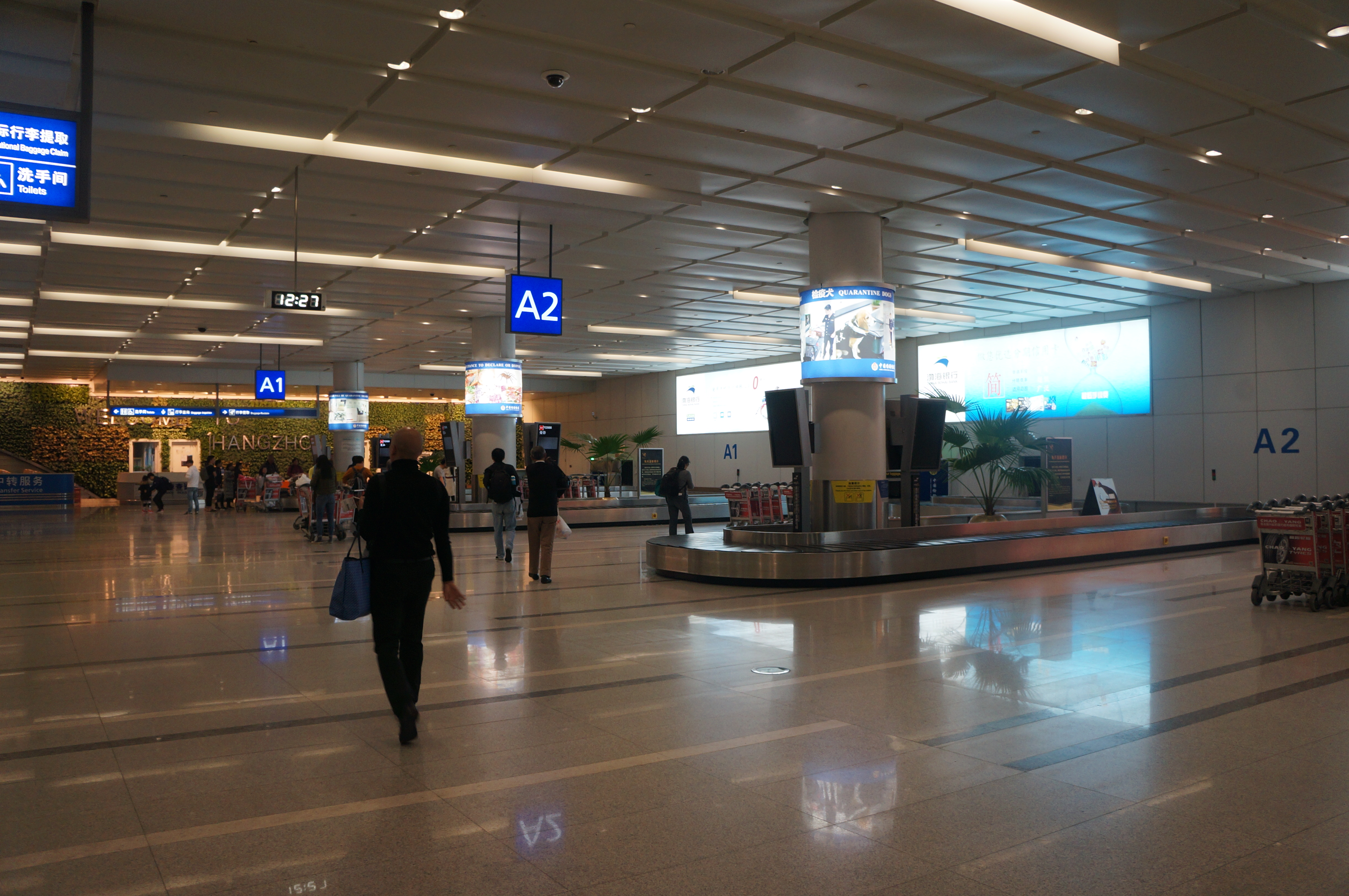
行李提取

#### T4航站楼
杭州萧山国际机场T4航站楼于2022年9月8日起投入试运营。
航站楼建筑面积71.9万平方米，位于原T1——T3航站楼南侧，
由主楼、长廊、指廊组成。主楼横跨整个航站楼区，南北宽466米、东西进深261米；主楼南北各设一条连接宽22米长廊，连接北侧3根指廊、南侧2根指廊（未建设），并与既有T2航站楼、T3航站楼连通。每条指廊宽42米。航站楼建筑设计采取西湖荷花“接天莲叶、出水芙蓉”的典型意象：其中主楼设有荷花形立柱天窗，并于中心设“荷花谷”造型的中庭，以实现内部良好的通风与采光环境。
T4航站楼地下二层、地上四层（局部五层），国际旅客的出发到达上下分层，出发层在上，到达层在下；国内航班出发到达同层混流。出发大厅值机区设有J、K、M、N、P、Q等值机岛，配备有零高差传送带，使得旅客托运行李时无需提起行李；国际出发大厅启用“海关、民航（安检）一次过检”的联合监管方式，减少一次行李过机安检。地下二层除接驳交通外，还设有值机岛R，为中国南方航空“杭穗快线”航班办理快速值机手续。
目前T4航站楼启用北侧东向西北一、北二、北三3条指廊，共设有28个机位，近期主要运营中国南方航空、四川航空和中国国际航空的国内航班。2022年9月16日起，杭州萧山国际机场出港的国际航班将全部转到T4航站楼运营。2024年3月，T4北三指廊及西侧机坪项目顺利通过民航华东管理局行业验收和投运审查。投用后将在北侧指廊新增428-432五个登机廊桥及配套机坪。T4北三指廊及西侧机坪于2024年5月16日启用，启用后萧山机场90%的国际和地区航班均可靠廊桥。
中国南方航空和中国国际航空公司在T4航站楼分别设有一处“南航明珠俱乐部”和三处国航两舱/高卡旅客休息室，目前南航休息室及国航“紫宸”休息室已经投用。机场亦有在此运营自有休息室品牌“禧悦”，休息室接受龙腾出行，支付宝出行权益，和移动全球通出行权益，但不接受Priority Pass，在航站楼运营初期，该休息室由南航，国航，川航三家迁入的航司共享。
机场商业部分，店铺主要集中在禁区内安检出口处，有逾200家食肆及销售包装食品的店铺，约16家国际奢侈品牌店铺。
| 5F | 餐饮、商场、贵宾候机室21、23、25                   |
| 4F | 办理值机手续J-Q；国际、港澳台出发                  |
| 3F | 国际、港澳台到达                                   |
| 2F | 国内出发、到达；汽车客运站、出租车、摆渡车、旅游车 |
| 1F | 登机口926-945；到达                                |
| B2 | 停车场、网约车、地铁、快线值机R                    |

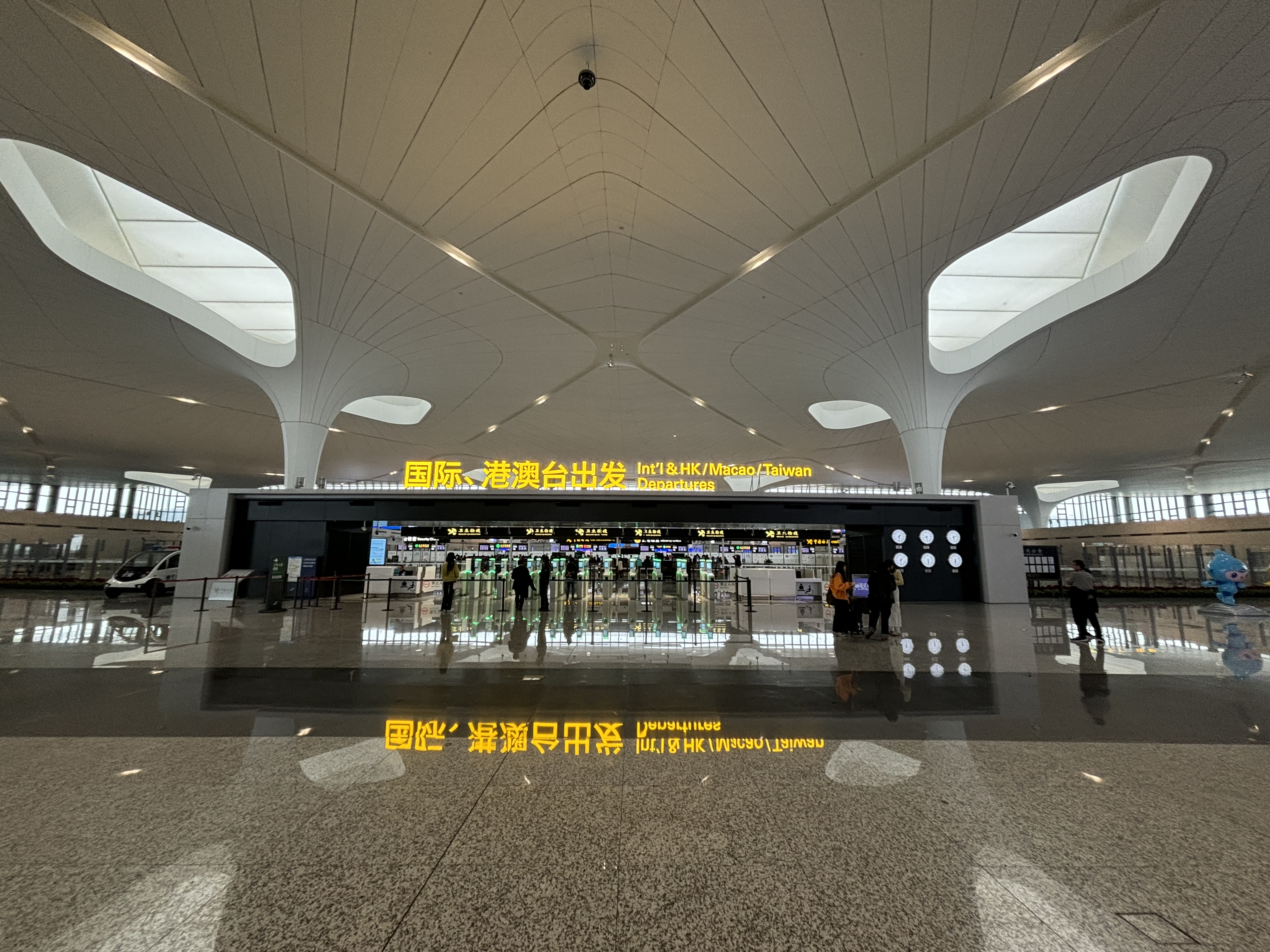
国际出发入口
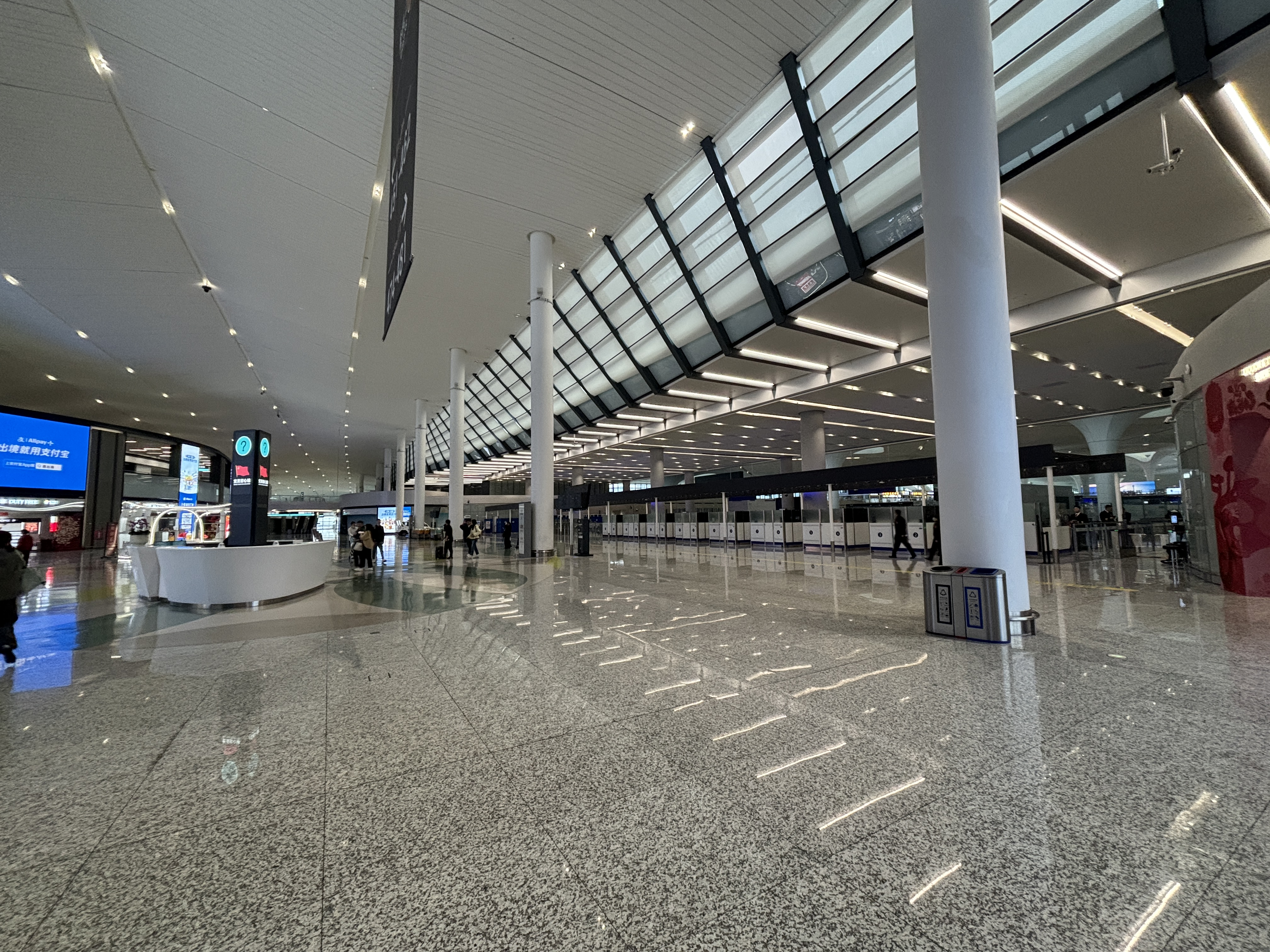
国际出发空侧大堂
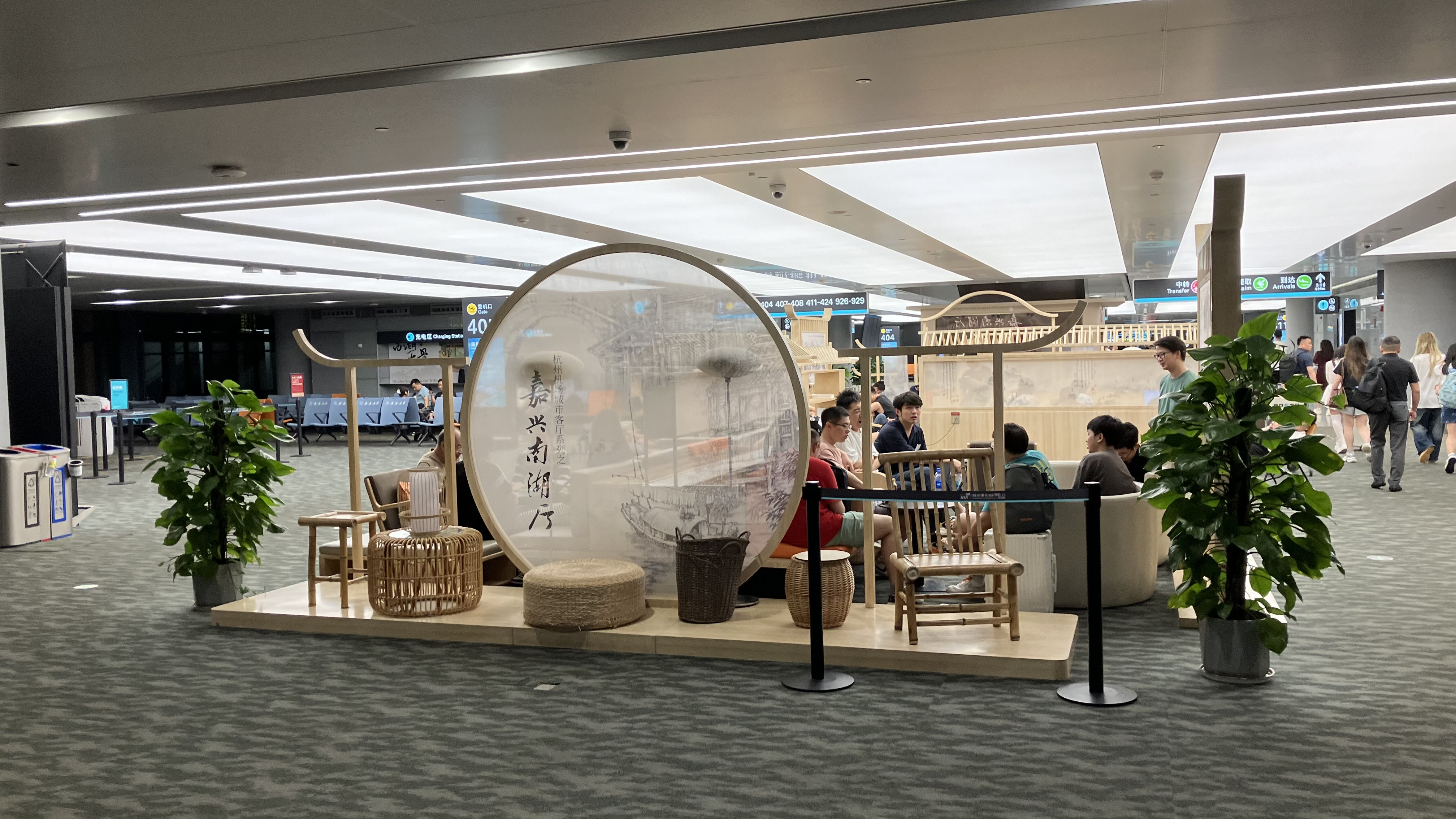
北一指廊国内出发到达混流层
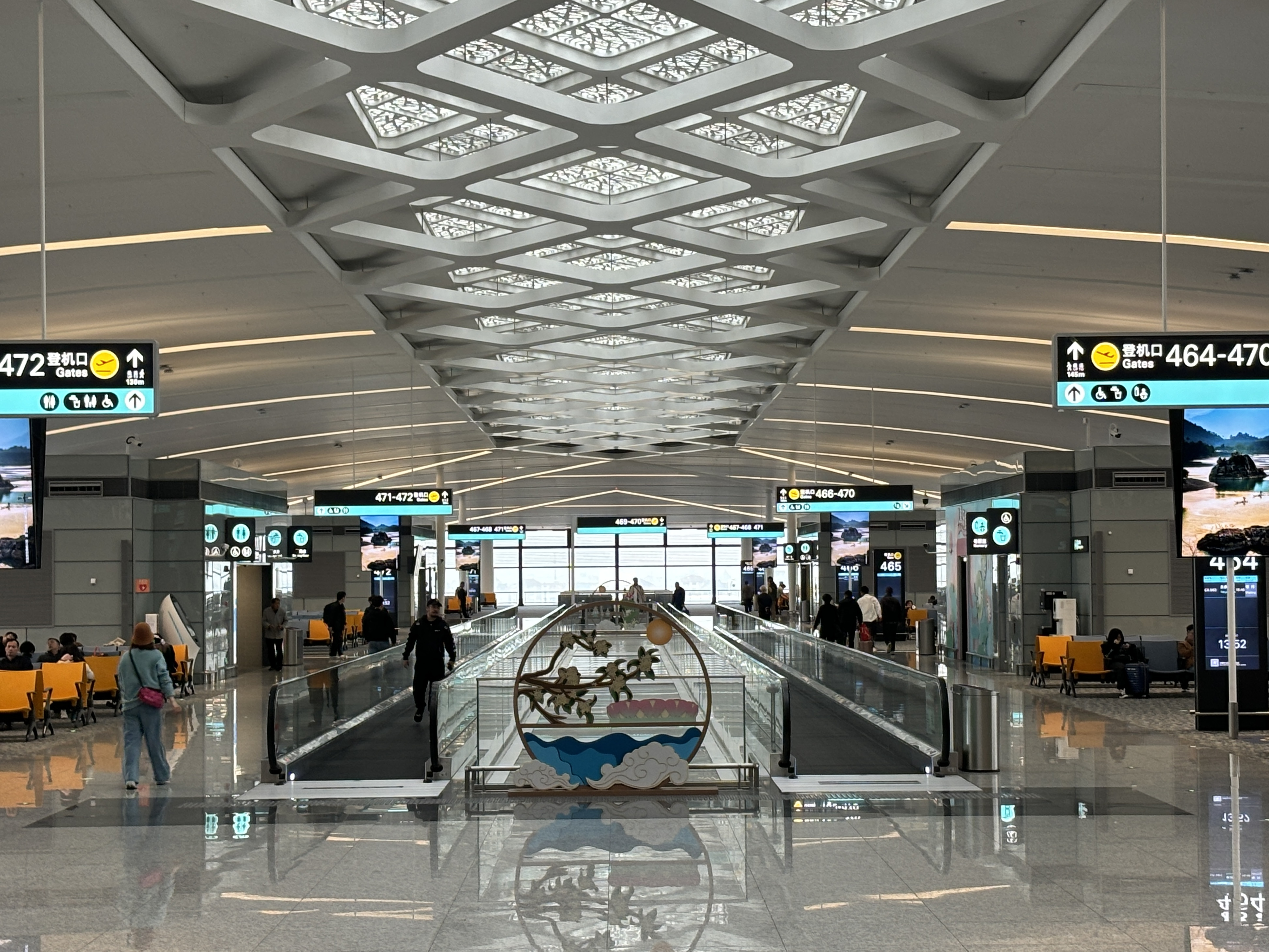
北二指廊的国际出发层
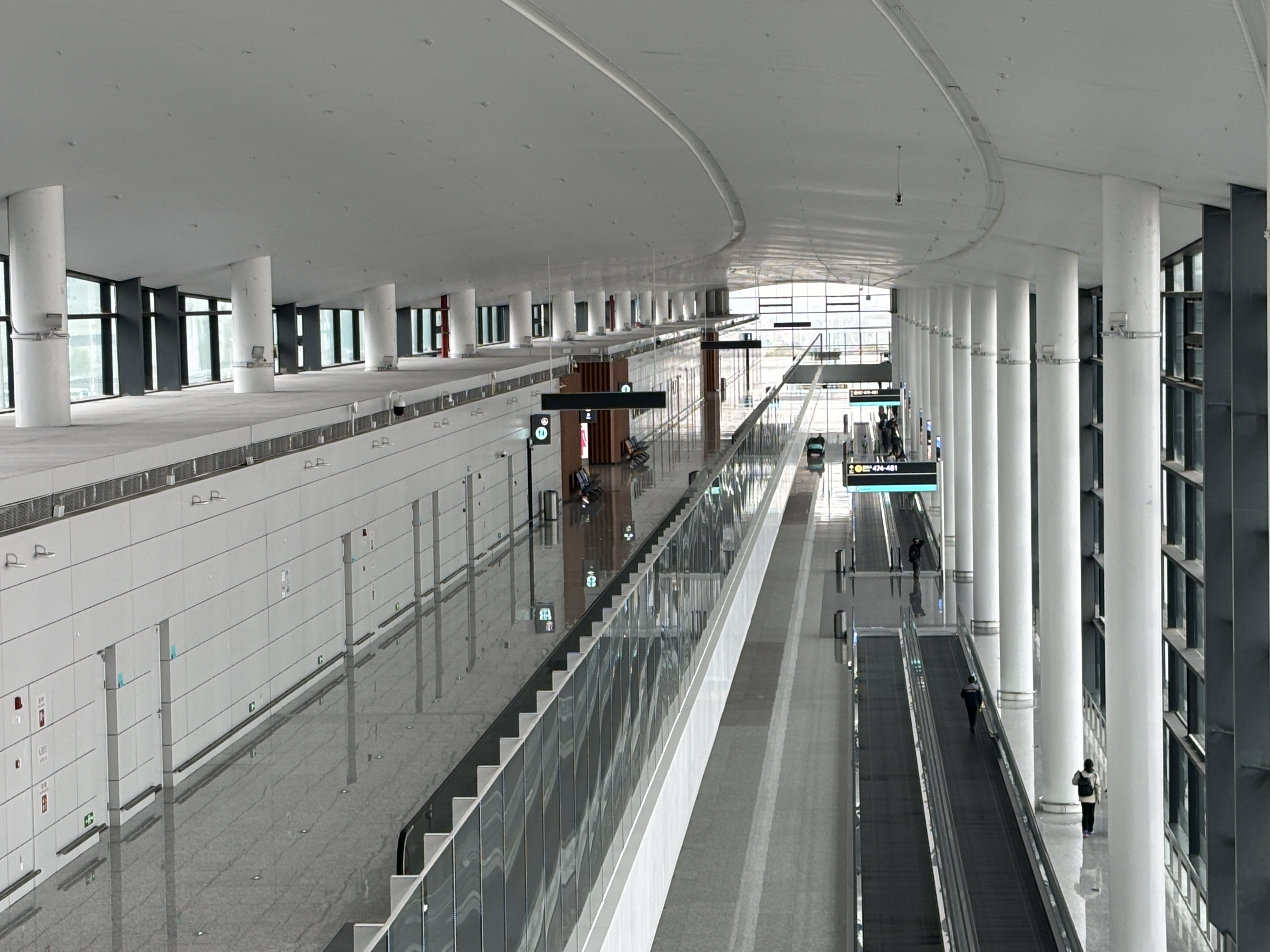
连接北三指廊的通道，国际到达位于上层

#### 值机岛
杭州萧山国际机场值机岛的编号按逆时针方向从国际航站楼（A楼）开始，编号分别为A、B、C、D、E、F、G、H、J、K、M、N、P、Q，值机柜台编号是以每个值机岛为独立区域，分别采用二位数字表示。
| 值机岛 | 航空公司 | 所在航站楼 |
| ------ | --- | ---------- |
| A岛    | 无 | T2         |
| B岛    | 无 | T2         |
| C岛    | 无 | T1         |
| D岛    | 无 | T1         |
| E岛    | 无 | T1         |
| F岛    | 办理长龙航空（GJ）、春秋航空（9C）、深圳航空（ZH）、山东航空（SC）、奥凯航空（BK）、成都航空（EU）、西藏航空（TV）、华夏航空（G5）、幸福航空（JR）、昆明航空（KY）、吉祥航空（HO）、青岛航空（QW）、多彩贵州航空（GY）、西部航空（PN）、乌鲁木齐航空（UQ）、东海航空（DZ）、江西航空（RY）等航空公司的航班； | T3         |
| G岛    | G01~G15柜台办理中国东方航空（MU）及其下属上海航空（FM）、中国联合航空（KN）的航班；G16~G30柜台办理海南航空（HU）及其下属公司祥鹏航空（8L）、天津航空（GS）、北部湾航空（GX）、金鵬航空（Y8）等航空公司的航班                                                                                                 | T3         |
| H岛    | 办理厦门航空（MF）、河北航空（NS）、重庆航空（OQ）、首都航空（JD）的航班。 | T3         |
| J岛    | 办理国泰航空（CX）、荷兰皇家航空（KL）、卡塔尔航空（QR）、春秋航空（9C）、全日空航空（NH）、亚洲航空（AK）、埃及航空（MS）国际航班 | T4         |
| K岛    | 办理中国东方航空（MU）、长龙航空（GJ）、首都航空（JD）、香港航空（HX）、澳门航空（NX）、越南太平洋航空（BL）、上海航空（FM）、文莱皇家航空（BI）、西班牙国家航空（IB）、苏拉维加航空（SJ）、越捷航空（VJ）、越南航空（VN）国际航班                                                                           | T4         |
| M岛    | 办理中国国际航空（CA）国际航班、韓亞航空（OZ） | T4         |
| N岛    | 办理中国国际航空（CA）国内航班 | T4         |
| P岛    | 办理中国南方航空（CZ）、四川航空（3U）航班 | T4         |
| Q岛    | 办理国内航班（未启用） | T4         |

### 货运设施
杭州萧山国际机场既有航空货站位于机场东南侧，分为A区（国内）、B区（国际）两座，总面积10万平方米，共有6个停机坪，设有包括海关二级监管库、海关快件监管中心，公共保税库，不同级别的危险品库、贵重物品库、冷冻库、冷藏保鲜库等设施。2004年7月开通第一条国际货运航线，由于浦东机场运能饱和及航空货运市场大幅增长等因素，机场管理层决定发展萧山机场的货运业务。2004年开始了萧山机场的货站扩建工程和货机坪工程，总面积2.6万平方米的货站扩建工程和4万平方米的货机坪工程，2005年年中竣工；2005年12月海关二级监管仓库正式启用。2007年联邦快递建成运转中心。2008年9月建成2400平方米的公共保税库。2018年3月，圆通快递在航空货站A区建设面积总计2000平方米的圆通专用操作库，设有两条出港进货通道，两条进港分拣通道。
顺丰速运分别于2011年5月和2012年3月先后与杭州萧山国际机场有限公司、杭州空港经济区签约，于机场东侧地块建设顺丰全国航空枢纽（杭州）。枢纽面积近200亩，设有24个可供顺丰航空优先使用的停机位和一座面积68000平方米的分拣中心，系以处理航空快件为主的综合性中转枢纽，包含空-空、空-陆、陆-空、陆-陆四种发运模式，范围辐射至整个华东地区，于2015年7月18开始正式投入运行。
新国际货站于2023年7月启用，位于机场东北侧，靠近杭州保税物流中心。工程包括总建筑面积15.7万平方米的国际货站，配套机坪20万平方米，新建E类机位8个。国际货站大楼共有三层，分别为公共货站、快件/跨境中心和代理区，设有汽车平台、综合业务楼、海关查验中心、特运库、海关卡口和空侧管理用房等相关设施。主要负责处理国际普货、快件、跨境电商件、邮件及冷冻冷藏保鲜、贵重物品、动物等特殊货。

### 其他设施
杭州萧山国际机场专用候机楼和停机坪位于机场北侧，于2016年4月建成。专用候机楼面积为4万平方米，命名为“达观楼”，整体建筑风格突出“杭州印象”。专用停机坪面积为55万平方米，设有41个停机位。

### 飞行区
目前杭州萧山国际机场设有东西向跑道2条：第一跑道位于机场南侧，编号07/25，長3600米、宽45米，可供波音747-400等大型客機起降；2012年11月，萧山机场第二跑道竣工。第二跑道又名北跑道，编号06/24，该跑道长3400米，宽60米，飞行区等级4F，可以起降空中巴士A380。两条跑道平行布置，中间间隔1980米。2014年4月，萧山机场进离场开始实施PBN运行。
受到空域限制及相关航空法律限制，萧山机场双跑道原先原则上采用“左落右起”的起降模式：即向东离/进场时，06跑道（北）负责降落、07跑道（南）负责起飞；向西离/进场时，25跑道（南）负责落地、24跑道（北）负责起飞。在进出港高峰期，机场会根据实际情况实施“双起单落”和“双落单起”的进出港模式。2017年浙江空管分局开始推行独立平行离场，2020年6月18日起，杭州地区空域结构调整方案和萧山机场平行跑道独立运行飞行程序在经过和空军东部战区、民航华东局等单位的协调下正式实施。
平行滑行道：
- 南跑道长度：3600米，宽度：23米+2×10.5米；
- 北跑道长度：3400米，宽度：25米+2×17.5米。

近进灯光系统：
- 主降方向设置Ⅱ类精密近进灯光系统（Ⅰ类开放），
- 次降方向设置Ⅰ类精密近进灯光系统。

助航系统
- Ⅰ、Ⅱ次雷达   全向信标/测距仪 VOR/DME。

### 空中交通服务通信设施通信频率
- D-ATIS：127.25 MHz
- （北）塔台管制：123.65 MHz
- （南）塔台管制：118.3 MHz
- （北）机坪管制： 121.725 MHz
- （南）机坪管制：121.85 MHz
- 地面管制： 121.65 MHz
- 放行频率： 121.95 MHz

## 航空公司和航点
截至2024年3月末，萧山机场的基地航空公司有中国国际航空、厦门航空、长龙航空和圆通航空。机场前五大客户为中国国航、中国南方航空、厦门航空、中国东方航空和长龙航空。
中国国际航空在杭州设有省级浙江分公司，以运行规模计是浙江区域最大的基地航空公司。其前身为中航浙江航空，2004年并入国航。国航浙江运营每日30-40班的杭州—北京快线；跨境航班主要集中在日韩和东南亚地区，以及少量洲际航班。厦门航空在杭州设有分公司，2013年建设杭州基地。目前厦门航空涉杭州航班55班，通航航点42个，执飞航线110条，其中跨境航线36条。若以通航城市数量计算在杭州驻场航空公司中排名第1，是萧山机场第二大基地航空公司。长龙航空是萧山机场最大的民营航空公司，若以网络覆盖率计算在杭州驻场航空公司中排名第1。长龙航空以萧山机场为枢纽经营“全国4小时交通圈、全球12小时交通圈”航线网络。
中国东方航空在杭州设有东航浙江公司的杭州运营基地。首都航空于2015年在杭州建设基地；海南航空基地于2017年建成。四川航空设有浙江分公司。中国南方航空在杭州设有营业部，并运营杭州-广州快线。

### 境內航線

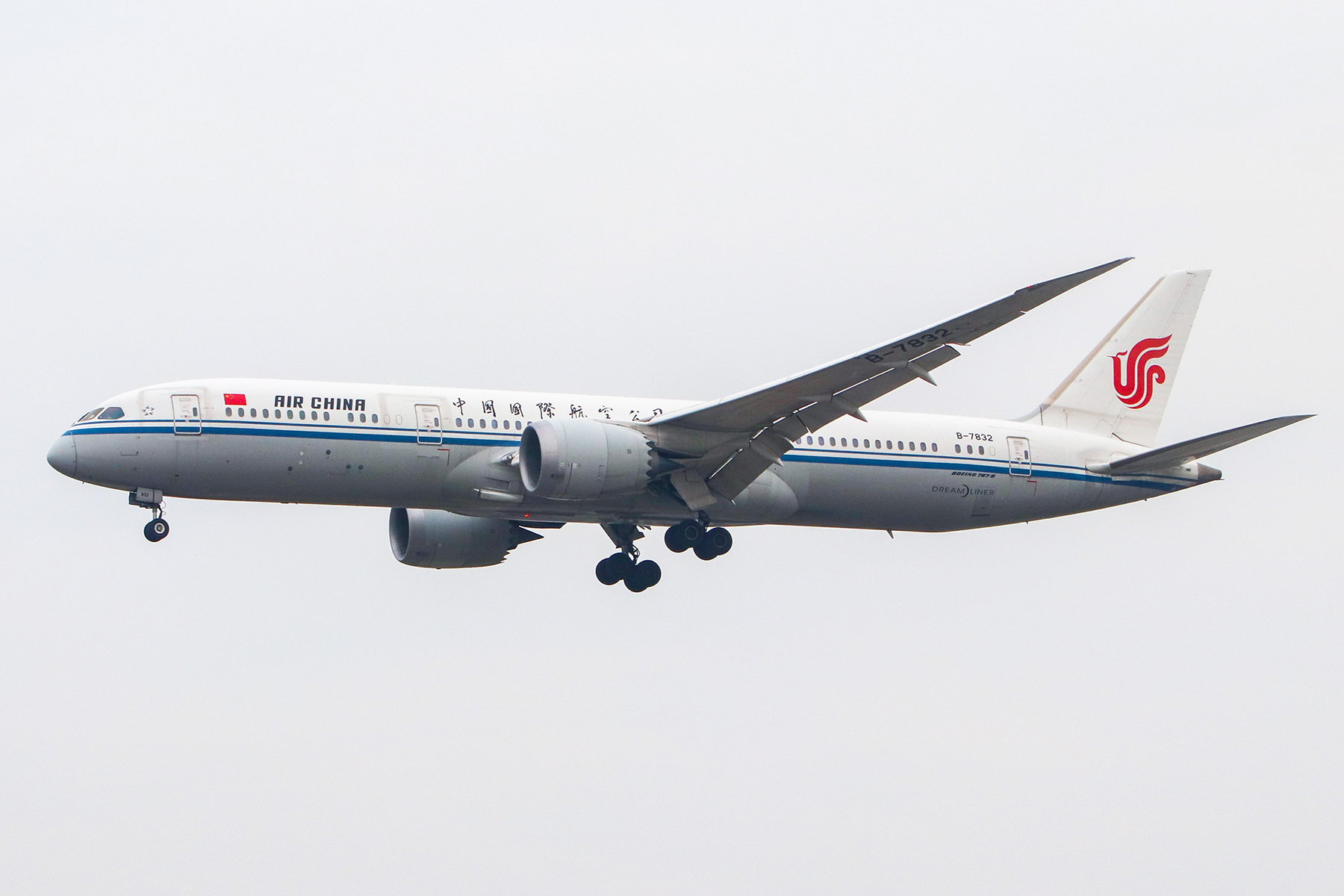
中国国际航空的波音787-9型客机降落于杭州萧山国际机场24跑道

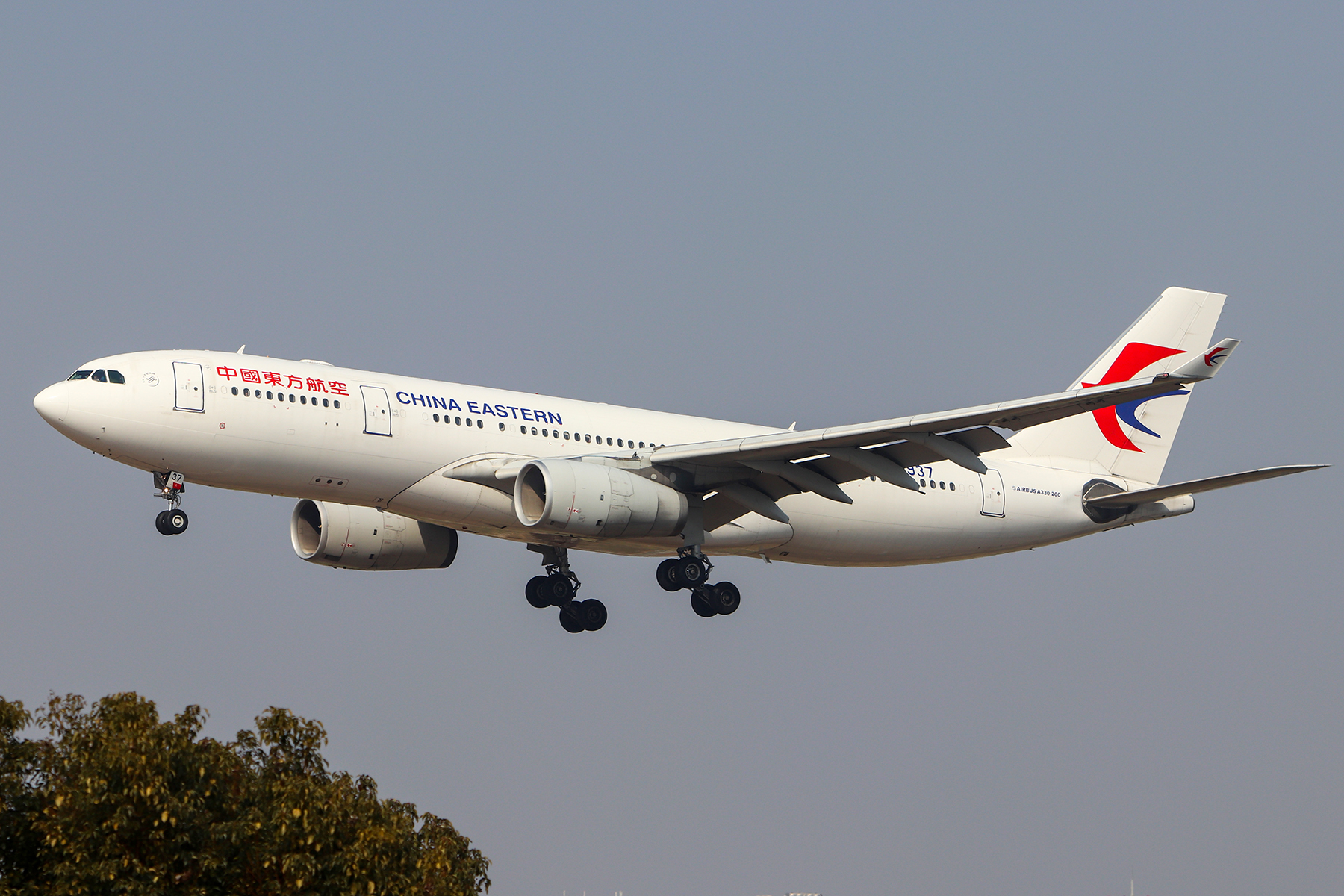
中国东方航空的空中客车A330-200型客机降落于杭州萧山国际机场25跑道

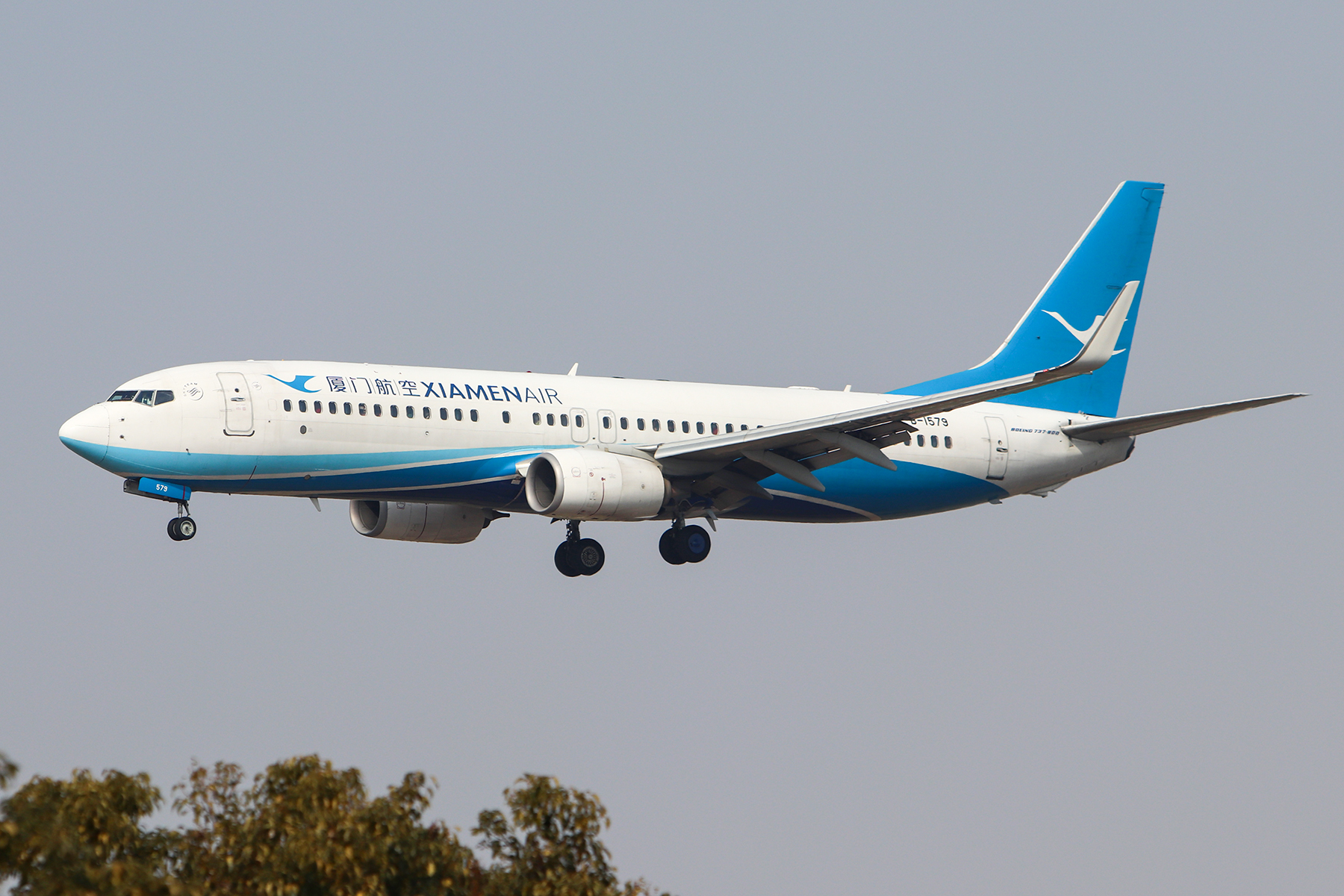
厦门航空的波音737-800型客机降落于杭州萧山国际机场25跑道

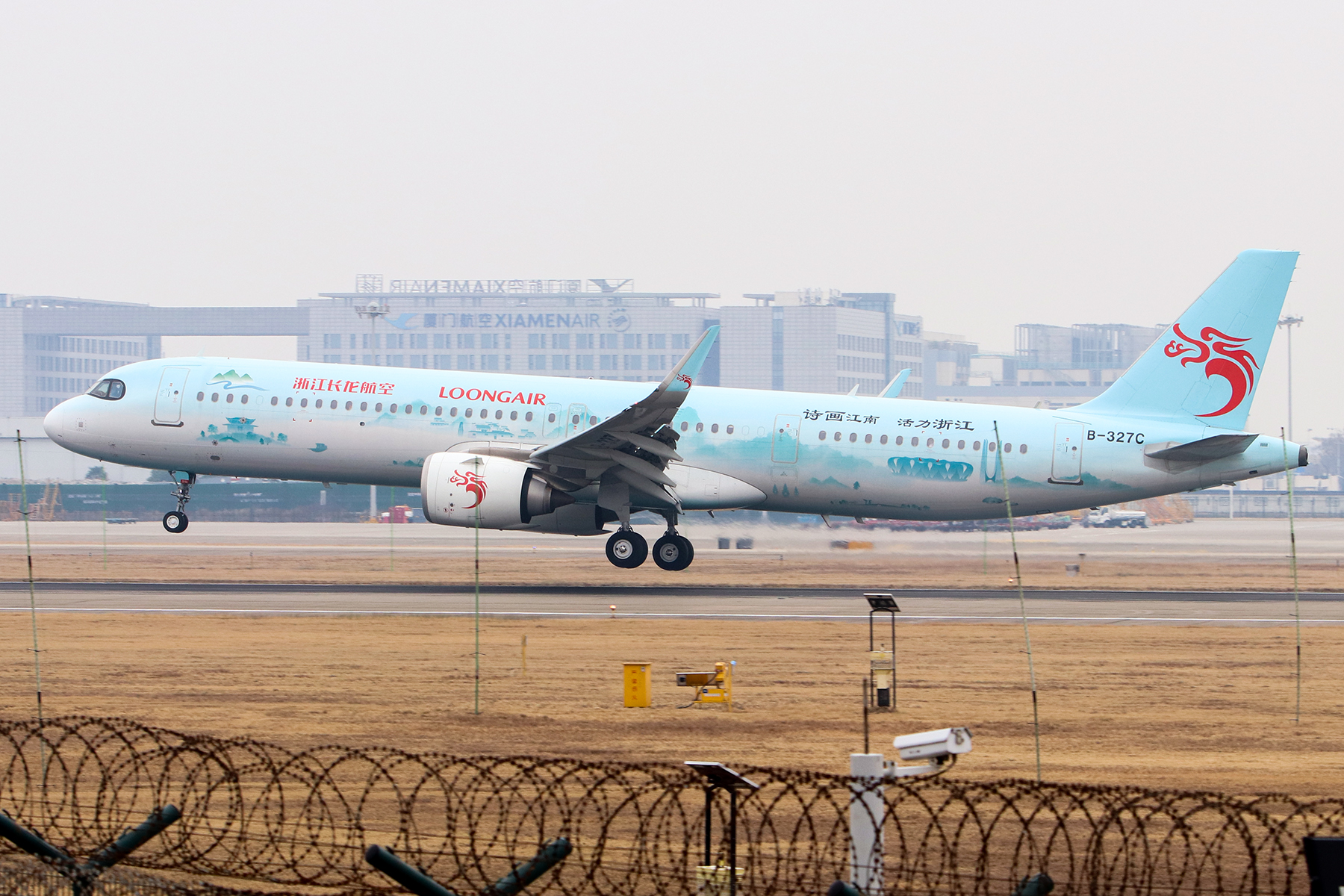
长龙航空的空中客车A321neo型客机正在降落于杭州萧山国际机场06跑道

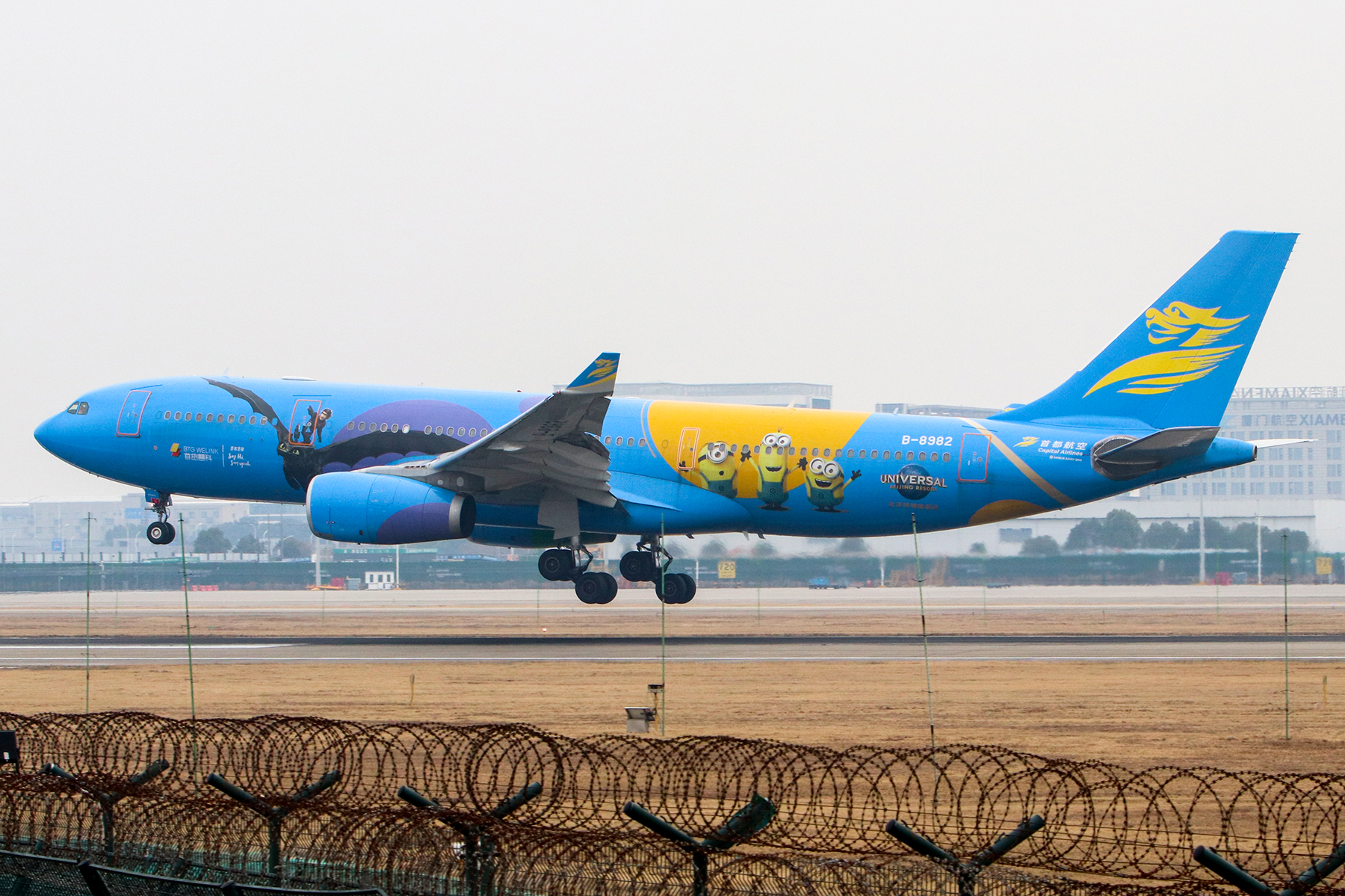
首都航空的空中客车A330-200型客机（B-8982 “北京环球度假区”彩绘机）降落于杭州萧山国际机场06跑道

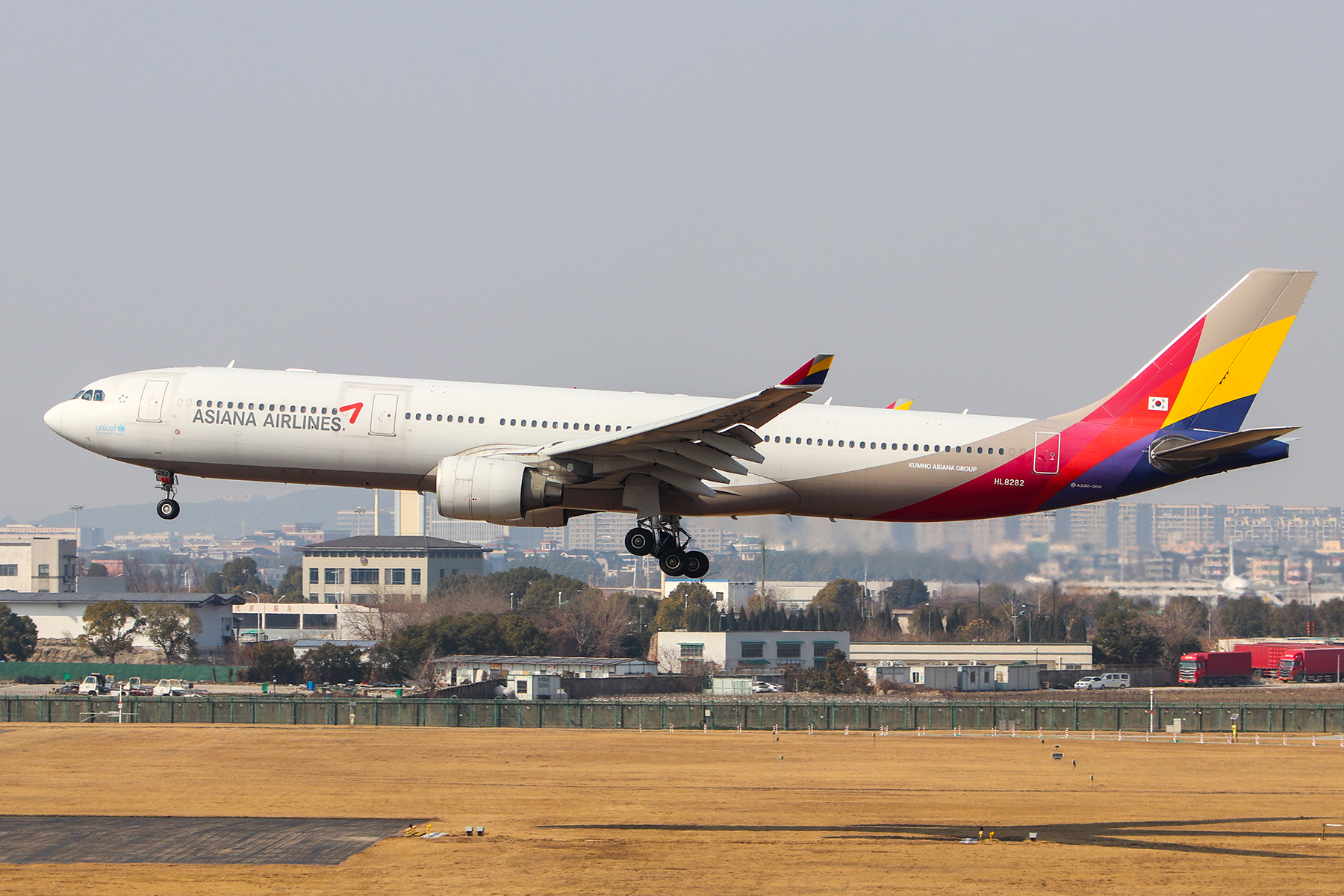
韩亚航空的空中客车A330-300型客机降落于杭州萧山国际机场25跑道

| 航空公司     | 航点 |
| ------------ | --- |
| 长龙航空     | 榆林、银川、北京/首都（经停榆林）、遵义/新舟、昆明、太原、赤峰、威海、临沂、武汉、安顺、恩施、深圳、淮安、长沙、凯里、忻州、黔江、贵阳、广州、三亚、十堰、日照、石家庄、毕节、郑州、成都/雙流（部分经停襄阳、凯里）、成都/天府、沈阳、西双版纳、桂林、重庆、烟台、襄阳、怀化、汉中、延安、乌兰浩特、秦皇岛、洛阳、琼海、温州、玉林、西双版纳（部分经停贵阳、毕节，遵义/新舟）、郑州（部分经停日照、烟台、威海）、哈尔滨（经停赤峰、烟台、乌兰浩特）、西安（经停忻州、恩施）、呼和浩特（经停忻州）、兰州（经停石家庄）、重庆（部分经停黔江）、西宁（经停淮安、洛阳）、乌鲁木齐（经停银川）、阿克苏（经停郑州）、丽江（经停安顺、遵义、毕节、怀化）、包头（经停太原）、大同（经停秦皇岛）、兴义（經停武汉/长沙） |
| 中国国际航空 | 北京/首都、北京/大兴、长春、成都/双流、重庆、广元、广州、贵阳、海口、呼和浩特、昆明、兰州、南宁、青岛、深圳、太原、天津、威海、西安、银川、运城、临汾、郑州、万州、鄂尔多斯、克拉玛依（经停西安）、哈尔滨（经停威海）、库尔勒（经停兰州）、乌鲁木齐（经停运城）、海拉尔（经停呼和浩特）、乌兰察布（经停郑州）、大庆（经停烟台） |
| 厦门航空     | 北京/大兴、长春、长沙、成都/天府、重庆、大连、广州、贵阳、哈尔滨、海口、呼和浩特、昆明、兰州、南宁、青岛、泉州、三亚、沈阳、深圳、太原、天津、武汉、厦门、西安、郑州、珠海、遵义/茅台、柳州、绵阳、桂林、西昌（经停重庆）、西宁（经停郑州）、乌鲁木齐（经停长沙）、牡丹江、银川（经停西安、武汉）、南充（经停武汉） |
| 中国东方航空 | 北京/大興、成都/天府、成都/双流、广州、汕头、昆明、兰州、临沂、泸州、青岛、上海/浦东、石家庄、太原、铜仁、乌鲁木齐、武汉、西安、西双版纳、厦门、延吉、银川、郑州、保山、信阳、牡丹江、西双版纳（经停昆明）、西安（经停信阳）、成都（部分经停常德）、昆明（部分经停柳州）、牡丹江（经停烟台）、佳木斯（经停烟台）、遵义-新舟（经停武汉） |
| 首都航空     | 北京/大兴、恩施、广州、桂林、海口、呼和浩特、昆明、丽江、南宁、青岛、三亚、石家庄、西安、西双版纳、宜昌、銀川、烏魯木齊、揭陽、重庆、北海、西安（部分经停恩施）、貴陽（经停宜昌） |
| 海南航空     | 北京/首都、长沙、重庆、大连、广州、海口、济南、锦州、三亚、深圳、沈阳、石家庄、太原、潍坊、西安、郑州、南阳、珠海、昆明、通辽、衡阳、长春（经停潍坊）、哈尔滨（经停通辽、郑州）、乌鲁木齐（经停西安或郑州）、海口（部分经停衡阳）、乌海（经停石家庄）、南宁（经停长沙）、包头（经停石家庄） |
| 河北航空     | 北京/大兴、石家庄、泉州、贵阳、石家庄（部分经停贵阳）、承德（经停石家庄）、张家口（经停石家庄） |
| 中国南方航空 | 北海、北京/大兴、长春、大连、广州、贵阳、哈尔滨、海口、兰州、南宁、南阳、三亚、深圳、沈阳、乌鲁木齐（直飞或经停兰州）、武汉、郑州、梅州、珠海、 阿克苏（经停乌鲁木齐） |
| 四川航空     | 成都/双流（部分经停阜阳）、成都/天府、重庆、广州、贵阳、哈尔滨、昆明、北海（經停绵阳）、南宁、天津、郑州、武夷山、兰州、绵阳、宜宾、阜阳、昭通、泸州、西双版纳（经停贵阳）、长春（经停天津）、西宁（经停重庆）、乌鲁木齐（经停郑州）、麗江（经停重庆、昭通或泸州）、拉萨（经停绵阳）、嘉峪关（经停兰州）、敦煌（经停兰州） |
| 吉祥航空     | 毕节、贵阳、惠州、东营、三亚、哈尔滨、岳阳、百色、长春（经停东营）、昆明（经停毕节）、丽江（经停百色）、南宁（经停岳阳） |
| 天津航空     | 唐山、天津、郑州、西安、重庆、乌鲁木齐（经停郑州）、呼和浩特（经停唐山） |
| 山东航空     | 大连、南宁、青岛、厦门、烟台、兰州、桂林、乌鲁木齐（经停兰州） |
| 西藏航空     | 西安、宜宾、绵阳、拉萨（经停宜宾、绵阳或大理） |
| 华夏航空     | 襄阳、衡阳、天水、兴义（經停贵阳） |
| 春秋航空     | 沈阳、石家庄、揭阳 |
| 深圳航空     | 广州、深圳、运城 |
| 奥凯航空     | 南宁、天津、珠海 |
| 上海航空     | 北京/大兴、广州、郑州 |
| 祥鹏航空     | 赣州、昆明（部分经停赣州） |
| 成都航空     | 成都/双流、海口 |
| 昆明航空     | 腾冲 |
| 重庆航空     | 重庆 |
| 金鵬航空     | 深圳 |
| 东海航空     | 深圳 |
| 青岛航空     | 长春 |
| 江西航空     | 珠海 |

注：计划航线以中国民用航空局发布的国际航线经营许可或航空公司官方发布的相关信息为准

### 港澳台/國際航線
截至2025年，杭州萧山机场有30个国际及地区通航点（2019年为62个），覆盖四大洲21个国家。香港航线有中国国航、东方航空、长龙航空、香港航空、厦门航空、国泰航空等航司运营；国际航线主要目的地为主要为日本、韩国及东南亚，并有少量西欧、澳洲、中东和中亚航点。
| 航空公司     | 航点                                                                                                |
| ------------ | --------------------------------------------------------------------------------------------------- |
| 中国国际航空 | 港澳台：香港、台北/桃園 亞洲：首尔/仁川、东京/成田、大阪/关西、迪拜 歐洲：羅馬/菲烏米奇諾           |
| 中国东方航空 | 港澳台：香港 亞洲：胡志明市、河内、吉隆坡、新加坡、首尔/仁川 大洋洲：悉尼、奧克蘭                   |
| 首都航空     | 亞洲：大阪/关西、那霸（包機）、曼谷/素万那普 歐洲：莫斯科/谢列梅捷沃、马德里、里斯本 大洋洲：墨爾本 |
| 厦门航空     | 港澳台：香港、澳門、台北/桃園 亞洲：大阪/关西、名古屋/中部、新加坡                                  |
| 长龙航空     | 港澳台：香港 亞洲：大阪/关西、濟州、吉隆坡、曼谷/素万那普、雅加達、阿拉木圖                         |
| 春秋航空     | 濟州                                                                                                |
| 国泰航空     | 香港                                                                                                |
| 香港航空     | 香港                                                                                                |
| 澳門航空     | 澳門                                                                                                |
| 長榮航空     | 台北/桃園                                                                                           |
| 韩亚航空     | 首尔/仁川                                                                                           |
| 大韩航空     | 首尔/仁川                                                                                           |
| 全日空航空   | 东京/成田                                                                                           |
| 泰國亞洲航空 | 曼谷/廊曼                                                                                           |
| 泰国獅子航空 | 曼谷/廊曼                                                                                           |
| 皇雀航空     | 布吉島                                                                                              |
| 越捷航空     | 富國島（季節性包机）、芽莊（包机）、峴港（包机）、河內（包机）                                      |
| 越南航空     | 富國島（季節性）、峴港                                                                              |
| 文莱皇家航空 | 汶萊                                                                                                |
| 亞洲航空     | 亚庇                                                                                                |
| 全亞洲航空   | 吉隆坡                                                                                              |
| 酷航         | 新加坡                                                                                              |
| 三佛齊航空   | 雅加達、巴厘岛                                                                                      |
| 烏茲別克航空 | 塔什干                                                                                              |
| 阿聯酋航空   | 杜拜                                                                                                |
| 卡塔爾航空   | 多哈                                                                                                |
| 埃及航空     | 开罗                                                                                                |

### 货运航线

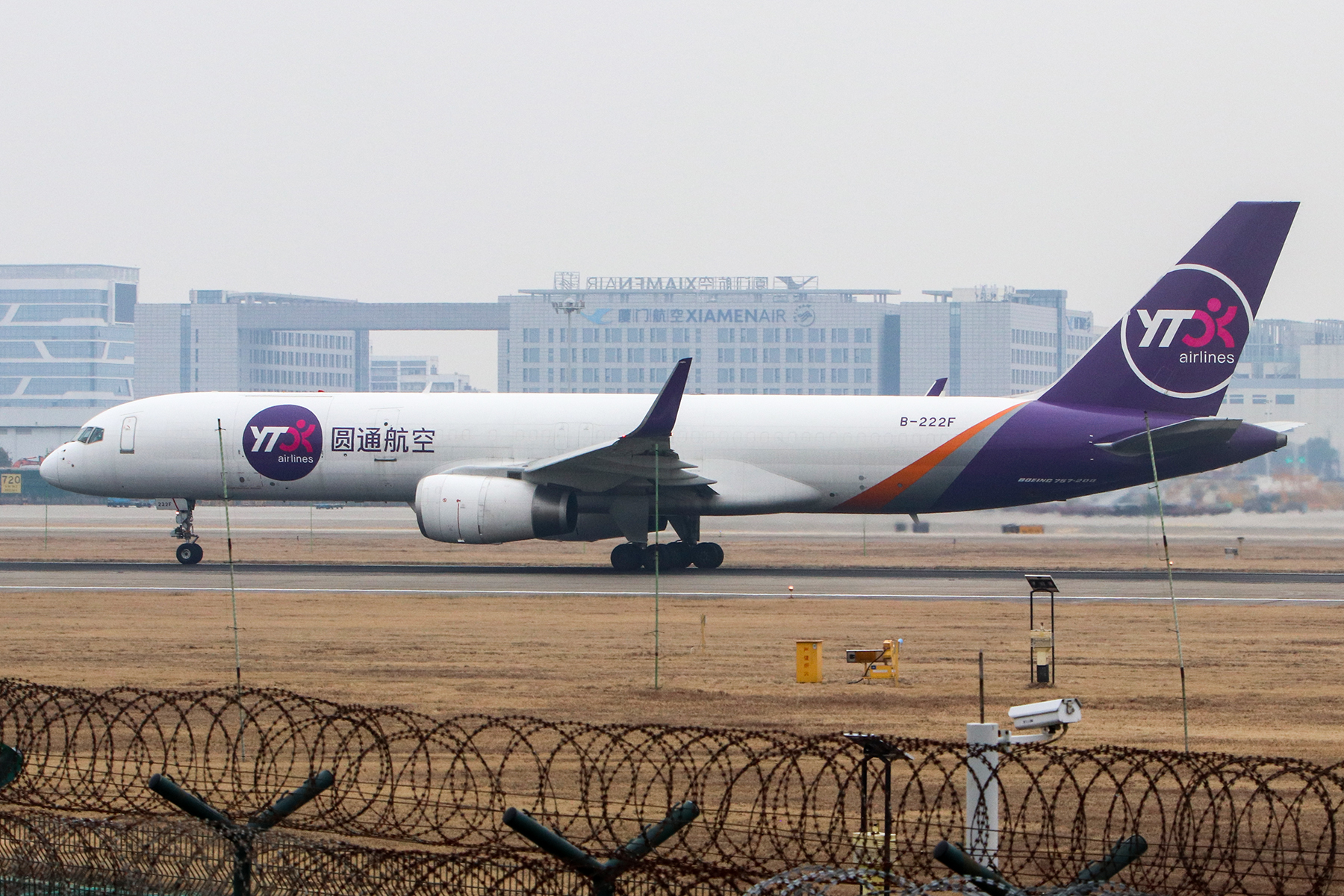
圆通航空的波音757-200PCF型货机于杭州萧山国际机场06跑道起飞

| 航空公司         | 目的地                                                                            |
| ---------------- | --------------------------------------------------------------------------------- |
| 长龙航空         | 北京-首都、长春、大连、广州、济南、昆明、深圳                                     |
| 圆通航空         | 成都                                                                              |
| 顺丰航空         | 北京-首都、成都、长沙、贵阳、昆明、泉州、深圳、石家庄、乌鲁木齐、西安、潍坊、郑州 |
| 商舟航空物流     | 廈門、福州                                                                        |
| 中国国际货运航空 | 列日、马德里                                                                      |
| 中国货运航空     | 深圳                                                                              |
| 中国邮政航空     | 北京-大兴、广州                                                                   |
| 香港貨運航空     | 香港                                                                              |
| 全日本空输       | 东京-成田                                                                         |

## 交通

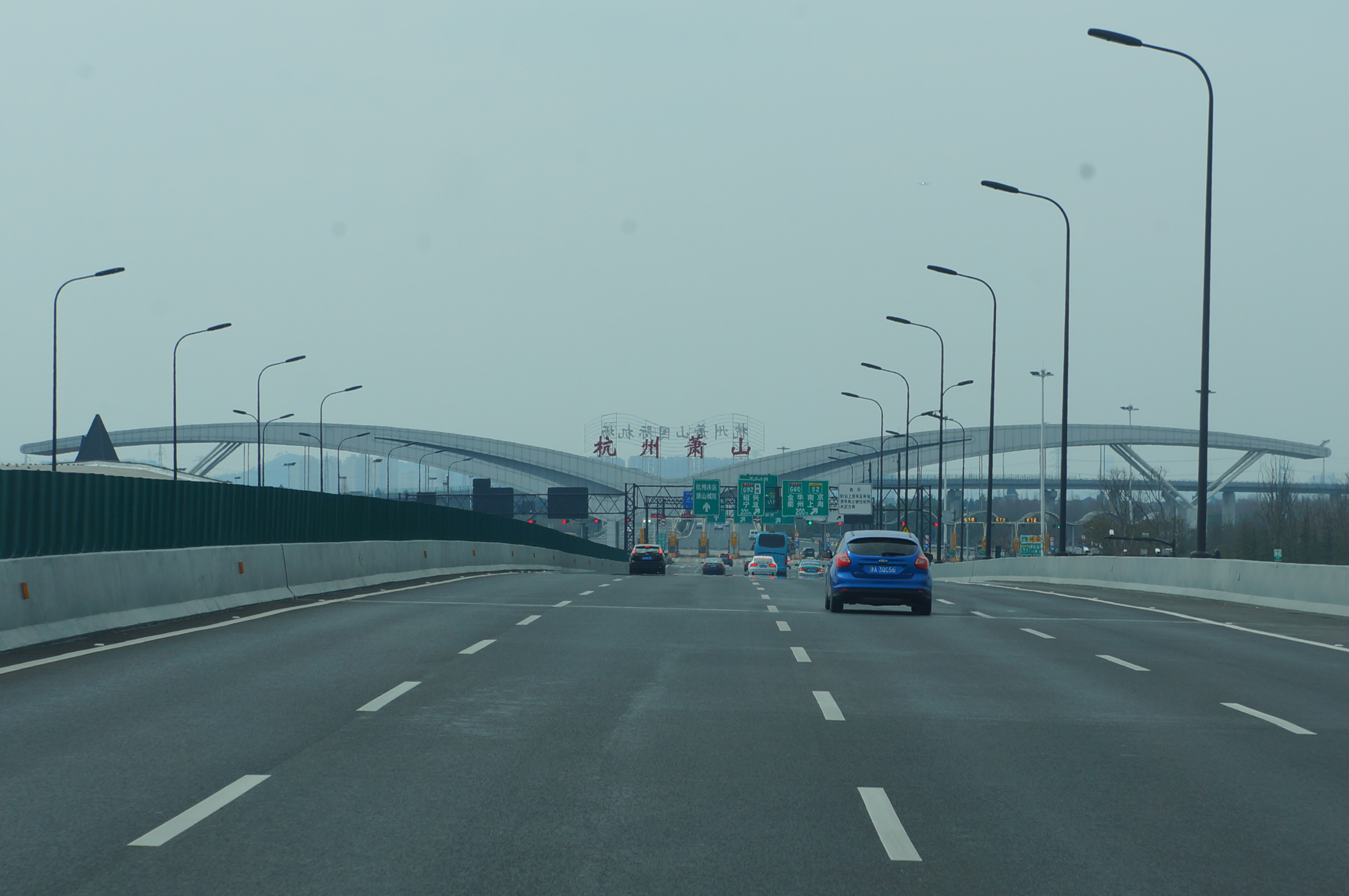
杭州机场高速公路萧山机场收费站（东向西）

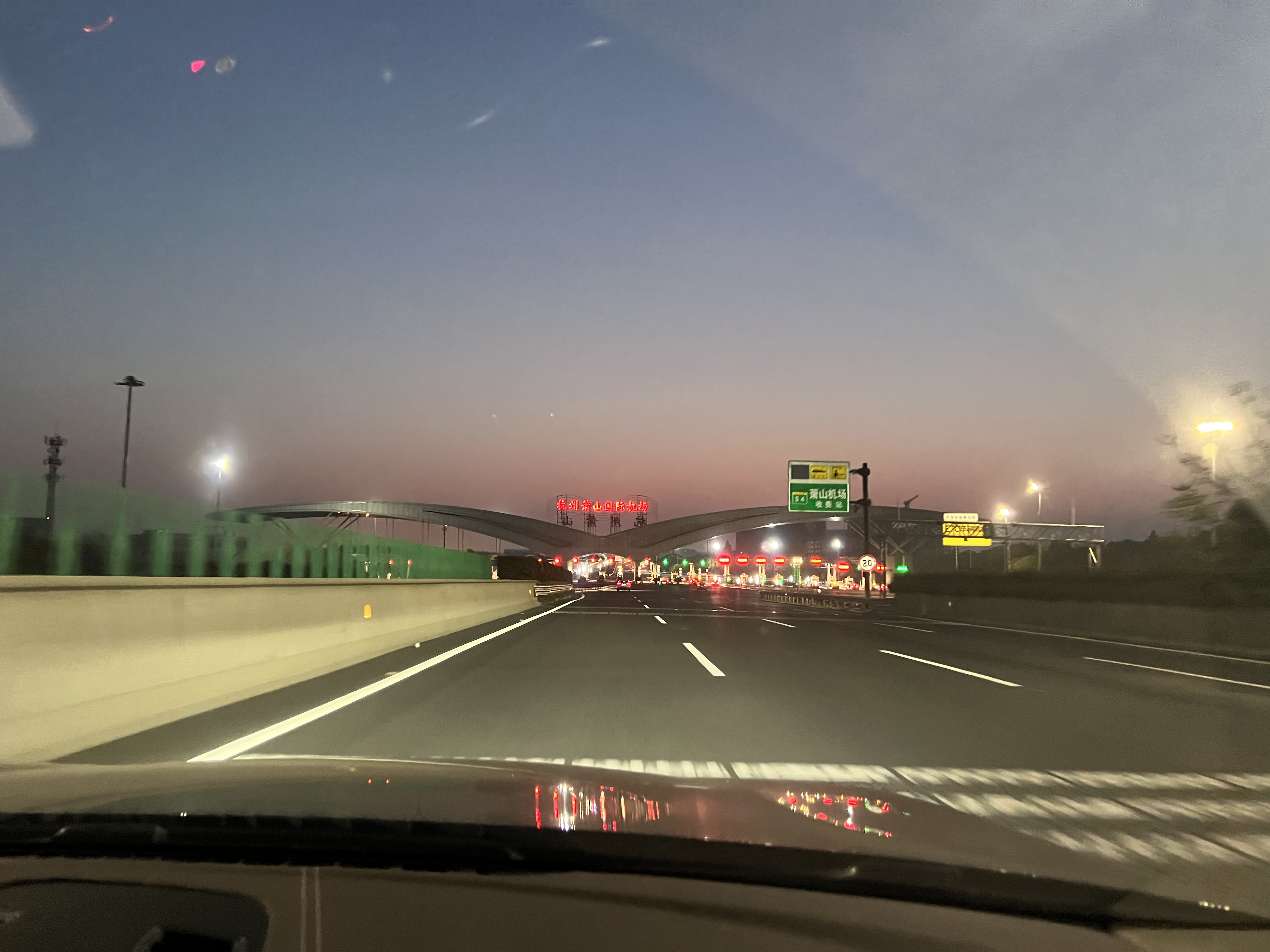
杭州机场高速公路（杭州萧山国际机场收费站）（西向东） 摄于2023.04

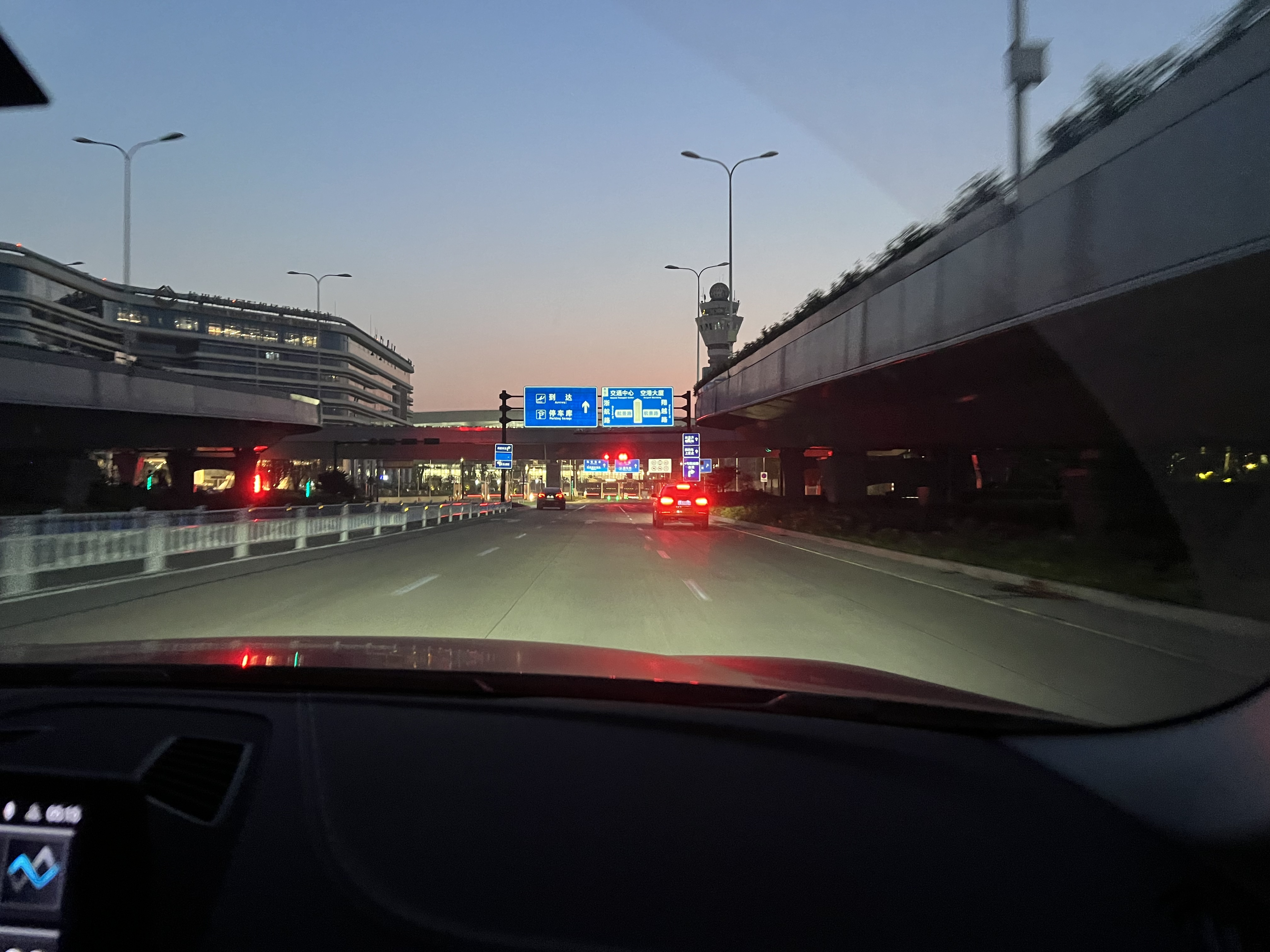
杭州萧山机场1号路（右侧为通往T3/4航站楼的道路） 摄于2023.04

杭州机场高速联络杭州市区和萧山机场，于2000年建成通车。2014年4月15日，杭州机场高速进入为期两年全封闭改建施工，2016年5月3日建成通车，为双向六车道高架道路，始于西兴大桥南端西兴枢纽。
通过 杭州机场高速还可连接 杭甬高速、 杭州绕城高速、 沪昆高速、 杭州湾环线高速等高速公路。机场距离义乌市1小时车程，江苏省苏州市1.5小时车程，江苏省无锡市2小时车程，上海市2.5小时车程，温州市3.5小时车程。

### 公共交通
萧山机场交通中心位于T1/3航站楼和T4航站楼之间，建筑面积64万平方米。包括地下四层和地上四座塔楼。交通中心内部主要为停车场，此外还设有内部地铁站、高铁站和大巴站。其中地铁站结构位于交通中心北侧，和T4北长廊平行；高铁站结构位于南侧、和T4南长廊平行。
| 2F | 4号航站楼到达、出租车、酒店、空港大厦C/D座 |
| 1F | 汽车客运站、摆渡车、公共汽车、旅游车       |
| B1 | 停车库M1-M4                                |
| B2 | 4号航站楼出发、网约车、地铁、停车库K1-K4   |
| B3 | 停车库E/F/G/H                              |
| B4 | 停车库A/B/C/D                              |

#### 轨道交通

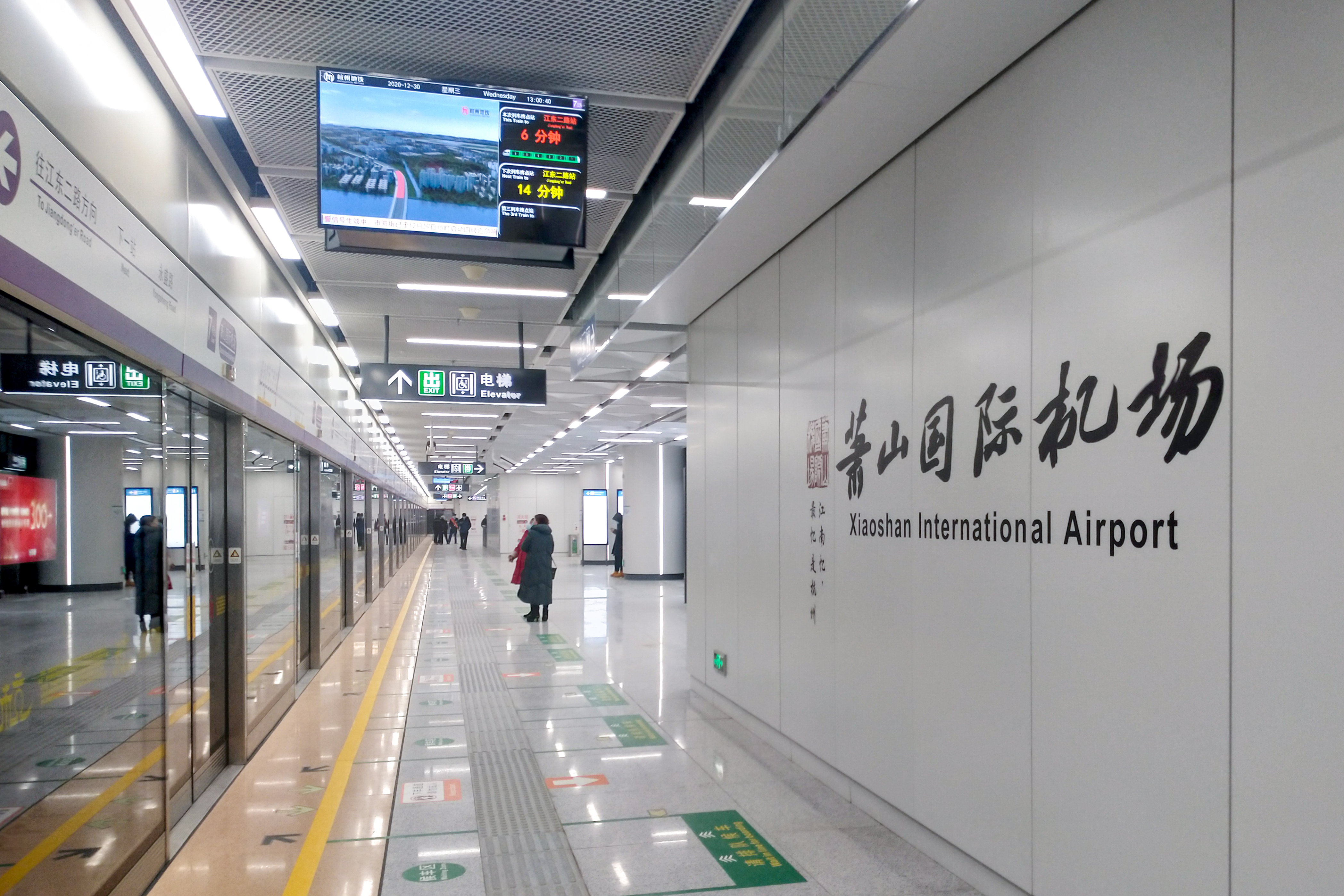
萧山国际机场站7号线站台

原T3航站楼停车场内设有杭州地铁萧山国际机场站，有1号线三期、7号线及19号线经过。车站设有A、C两个出口，距离T3航站楼14号门距离约100米。未来杭台高速铁路也将引入机场。
根据当地媒体记者实体考察，从地铁萧山国际机场站乘坐1号线至下沙江滨站、九堡客运中心站、杭州火车东站、凤起路站分别大致需20分、41分、54分和1小时6分；乘坐7号线至市民中心站约需36分；乘坐7号线和2号线至凤起路站则大约需57分；在19号线开通前，机场巴士仍将是杭州市中心至萧山机场间耗时最短的公共交通工具。
19号线开通后，从萧山机场出发乘坐该线路前往杭州东站大约需要23分钟，前往西湖文化广场站大约需要30分钟，而前往杭州西站大约需要50分钟。因此，19号线使得萧山机场与杭州市中心之间的往来便利程度有了很大提升。

#### 机场巴士

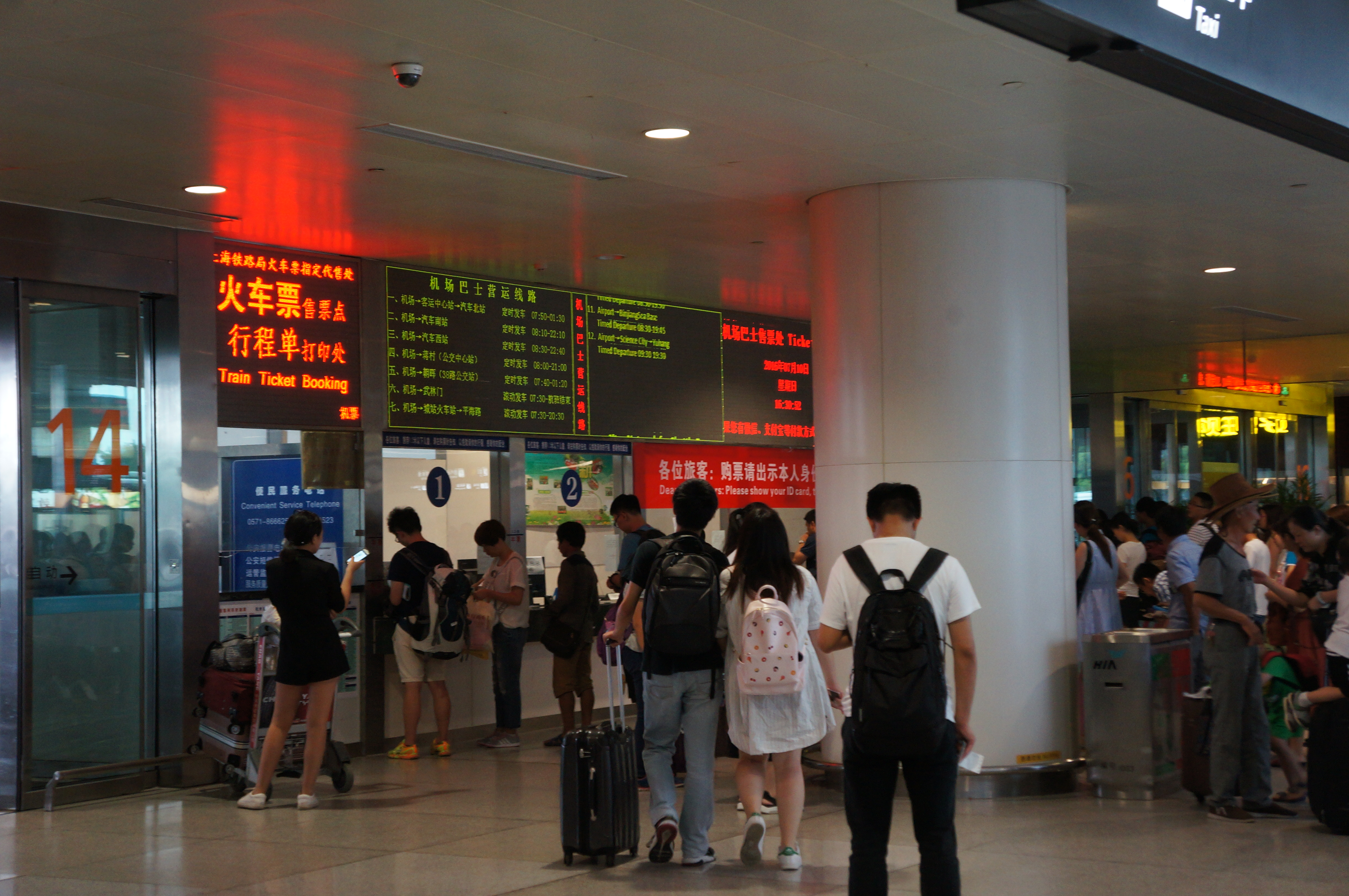
位于T1到达层的巴士、铁路售票处（2016年）

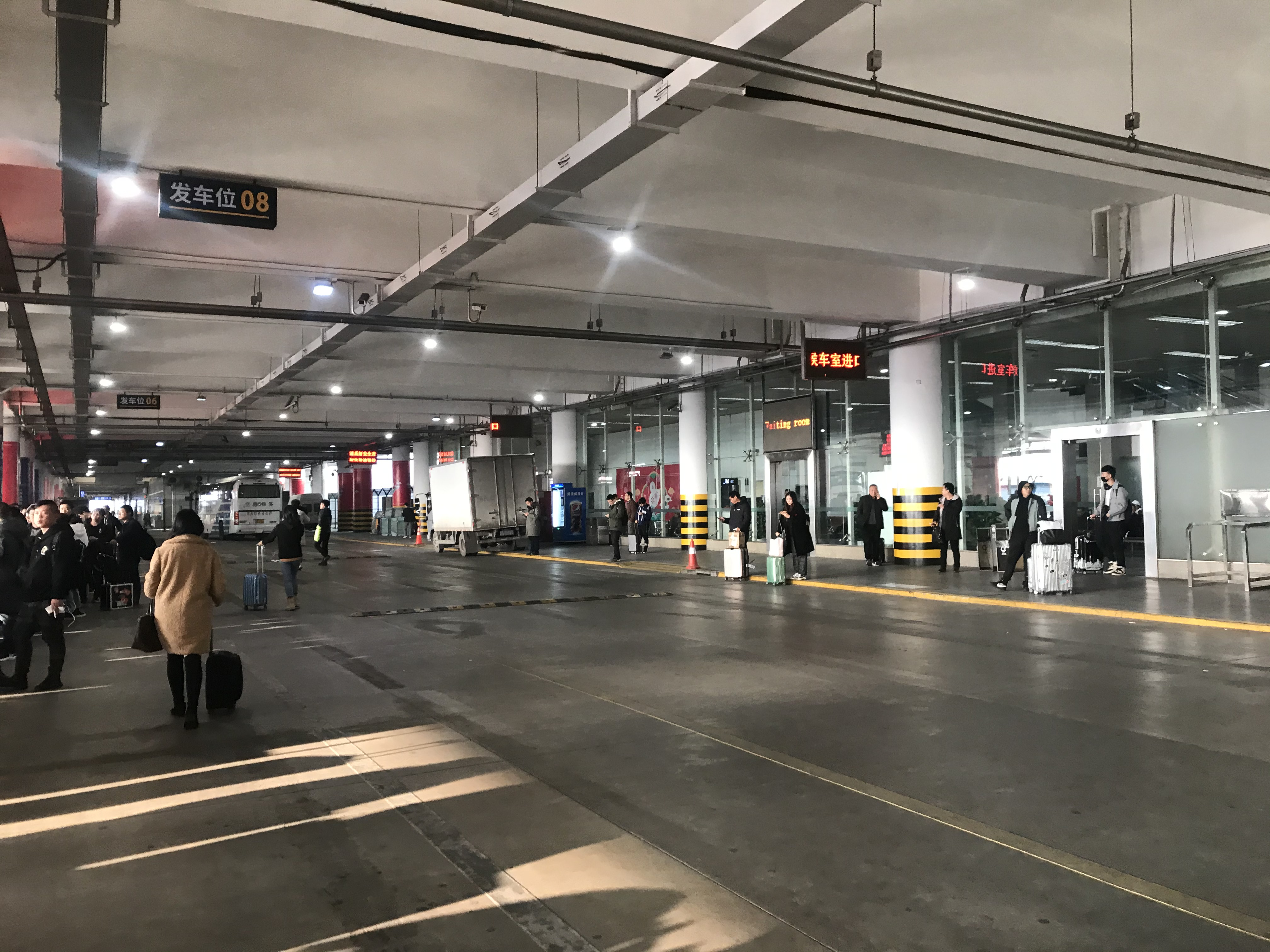
机场巴士停靠点（2020年）

机场巴士候车点原位于T1航站楼，2022年9月20日搬迁至交通中心1F，原有发往杭州市区各地——包括武林门民航售票处、平海路、城站火车站、火车东站、杭州九堡客运中心、杭州汽车北站、杭州汽车西站、萧山、滨江、下沙、临平、西溪、余杭等多个路线。后因2019冠狀病毒病疫情，地铁1号线、7号线萧山国际机场站开通、杭州地铁19号线开通影响，至2024年初仅保留武林门线（經平海路）。武林门线于2000年萧山机场启用时便已开通，在机场启用初期曾是唯一的对外公共交通。
2014年7月15日，位于杭州火车东站城市航站楼启用。乘坐机场大巴火车东站线前往萧山机场的乘客可在城市航站楼办理当日国内始发航班的乘机手续及行李托运手续（中国国际航空公司、厦门航空公司、春秋航空公司航班暂不办理）。2023年9月1日关闭。2024年3月6日至3月30日19号线停运期间曾临时恢复。
另有市际大巴前往：绍兴（越城、柯桥）、义乌、金华、苏州、青田、诸暨、东阳、横店、湖州、武康、新昌、嵊州、嘉兴、海宁、永康、台州（椒江、路桥、黄岩）、乌镇、安吉、上虞、临平、衢州、临海、丽水、临安、舟山、沈家门、千岛湖、富阳、浦江。
2021年1月起，萧山机场陆续开通至省内部分城市低运量、高频次的“定制客运班线”，班线使用商务车，在目的地城市可将旅客直接接送至家门口，以提高旅客舒适度和便捷度。目前已开通来往安吉城区（递铺）、海宁城区、金华城区、永康城区和建德城区的定制班线。

## 数据统计
请参阅源Wikidata查询.
| 运营年份 | 客运排名 | 旅客吞吐量(人) | 同比增减客运量 | 同比增减% | 货运排名 | 货邮吞吐量(吨) | 同比增减% | 起降排名 | 起降架次(次) | 同比增减% |
| -------- | -------- | -------------- | -------------- | --------- | -------- | -------------- | --------- | -------- | ------------ | --------- |
| 2001     | 13       | 2,981,341      | 488,899        | 19.6      | 9        | 73,148.0       | 19.6      | 16       | 36,475       | 37.9      |
| 2002     | 11       | 3,879,259      | 897,918        | 30.1      | 9        | 86,734.2       | 41.8      | 14       | 44,912       | 23.1      |
| 2003     | 10       | 4,352,301      | 473,042        | 12.2      | 9        | 91,317.6       | 5.3       | 13       | 50,654       | 12.8      |
| 2004     | 10       | 6,338,042      | 1,985,741      | 45.6      | 9        | 128,208.6      | 40.4      | 11       | 67,000       | 32.3      |
| 2005     | 8        | 8,092,641      | 1,754,599      | 27.7      | 8        | 165,917.9      | 29.4      | 10       | 79,262       | 18.3      |
| 2006     | 8        | 9,919,532      | 1,826,891      | 22.6      | 8        | 185,518.1      | 11.8      | 9        | 100,799      | 27.2      |
| 2007     | 8        | 11,729,983     | 1,810,451      | 18.3      | 8        | 195,644.6      | 5.5       | 10       | 114,672      | 13.8      |
| 2008     | 8        | 12,673,198     | 943,215        | 8.0       | 8        | 210,793.0      | 7.7       | 10       | 118,560      | 3.4       |
| 2009     | 9        | 14,944,716     | 2,271,518      | 17.9      | 8        | 226,307.9      | 7.4       | 10       | 134,058      | 13.1      |
| 2010     | 9        | 17,068,585     | 2,123,869      | 14.2      | 7        | 283,426.9      | 25.2      | 11       | 146,289      | 9.1       |
| 2011     | 10       | 17,512,224     | 443,639        | 2.6       | 7        | 306,242.6      | 8.0       | 12       | 149,480      | 2.2       |
| 2012     | 10       | 19,115,320     | 1,603,096      | 9.2       | 7        | 338,371.1      | 10.5      | 12       | 166,340      | 11.3      |
| 2013     | 10       | 22,114,103     | 2,998,783      | 15.7      | 7        | 368,095.3      | 8.8       | 11       | 190,639      | 14.6      |
| 2014     | 10       | 25,525,862     | 3,411,759      | 15.4      | 7        | 398,557.6      | 8.3       | 11       | 213,268      | 11.9      |
| 2015     | 10       | 28,354,435     | 2,828,573      | 11.1      | 7        | 424,932.7      | 6.6       | 10       | 232,079      | 8.8       |
| 2016     | 10       | 31,594,959     | 3,240,524      | 11.4      | 6        | 487,984.7      | 14.8      | 10       | 251,048      | 8.2       |
| 2017     | 10       | 35,570,411     | 3,975,452      | 12.6      | 6        | 589,461.6      | 20.8      | 9        | 271,066      | 8.0       |
| 2018     | 10       | 38,241,630     | 2,671,219      | 7.5       | 6        | 640,896.0      | 8.7       | 9        | 284,893      | 5.1       |
| 2019     | 10       | 40,108,405     | 1,866,775      | 4.9       | 5        | 690,275.9      | 7.7       | 9        | 290,919      | 2.1       |
| 2020     | 10       | 28,224,342     | -11,884,063    | -29.6     | 5        | 802,049.1      | 16.2      | 9        | 237,262      | -18.4     |
| 2021     | 10       | 28,163,820     | -60,522        | -0.2      | 5        | 914,063.0      | 14.0      | 9        | 238,269      | 0.4       |
| 2022     | 5        | 20,038,078     | -8,125,742     | -28.9     | 5        | 829,831        | -9.2      | 6        | 190,400      | -20.1     |
| 2023     | 10       | 41,170,470     | 21,132,392     | 105.5     | 5        | 809,668        | -2.4      | 9        | 300,361      | 57.8      |
| 2024     | 8        | 48,053,915     | 6,883,445      | 16.7      | 7        | 734,859        | -9.2      | 10       | 320,269      | 6.6       |

附：2001年同比增减客运量比较的是同期2000年笕桥机场的年客运量

## 事件
- 2010年7月7日晚上，蕭山國際機場上空出現不明飛行物體，導致機場關閉一小時。該不明飛行物被懷疑是私人飛機。[153]
- 2011年2月21日，機場在例行檢查時發現跑道出現裂縫，因而從凌晨停止飛機起降。[154]
- 受到2019冠状病毒病疫情影响，新加坡酷航往来新加坡及武汉间的航班取消，酷航将116名来自武汉的旅客安排乘坐2020年1月24日新加坡樟宜至杭州的TR188航班返回中国。飞机降落后直接进入隔离区进行由到场医护人员实施检疫，后将2名出现发烧症状的武汉籍旅客送往萧山区第一人民医院、其余114名武汉旅客安置在机场宾馆并实施隔离、219名其他乘客安排在杭州市委党校观察。中国央视的报道声称杭州当地部门对此事知情[155]。新加坡移民与关卡局否认了将这100余名武汉旅客拒绝入境的传闻[156][157][158]。
- 2022年1月8日清晨4点36分，萧山国际机场一架俄罗斯航星航空（英语：Aviastar-TU）货机4B6534在起飞前起火，机上8名机组人员全部被救出后转移。起火飞机型号为图波列夫TU-204，起火后，飞机断成两截报废[159]。
- 2023年4月16日晚，萧山机场T3航站楼出发层H岛突发火灾，事件没有人员受困及受伤，机场运行没有受到影响[160]。